# Història de Belarús
Belarús és un dels últims estats d'Europa que s'ha constituït com a nació, atès que els mateixos belarussos no han estat considerats més que a partir del segle XX com un vertader poble. Així, les diferents denominacions usades en el transcurs dels segles (Rutènia, Rússia blanca i Belarus, entre altres) indiquen una incertesa d'identitat i d'estatut del país, incertesa sempre sensible.
Per bé que el Principat de Polotsk medieval pot ser considerat com la primera forma d'estat belarús, des de llavors sempre ha estat incorporat a grans potències que li han imposat sovint la seva cultura de manera autoritària: el Gran ducat de Lituània, després l'Imperi Rus i finalment la Unió Soviètica. Des de la caiguda d'aquesta el 1991, Belarús és independent i la seva sobirania és reconeguda mundialment.

## Dels orígens al Principat de Polotsk

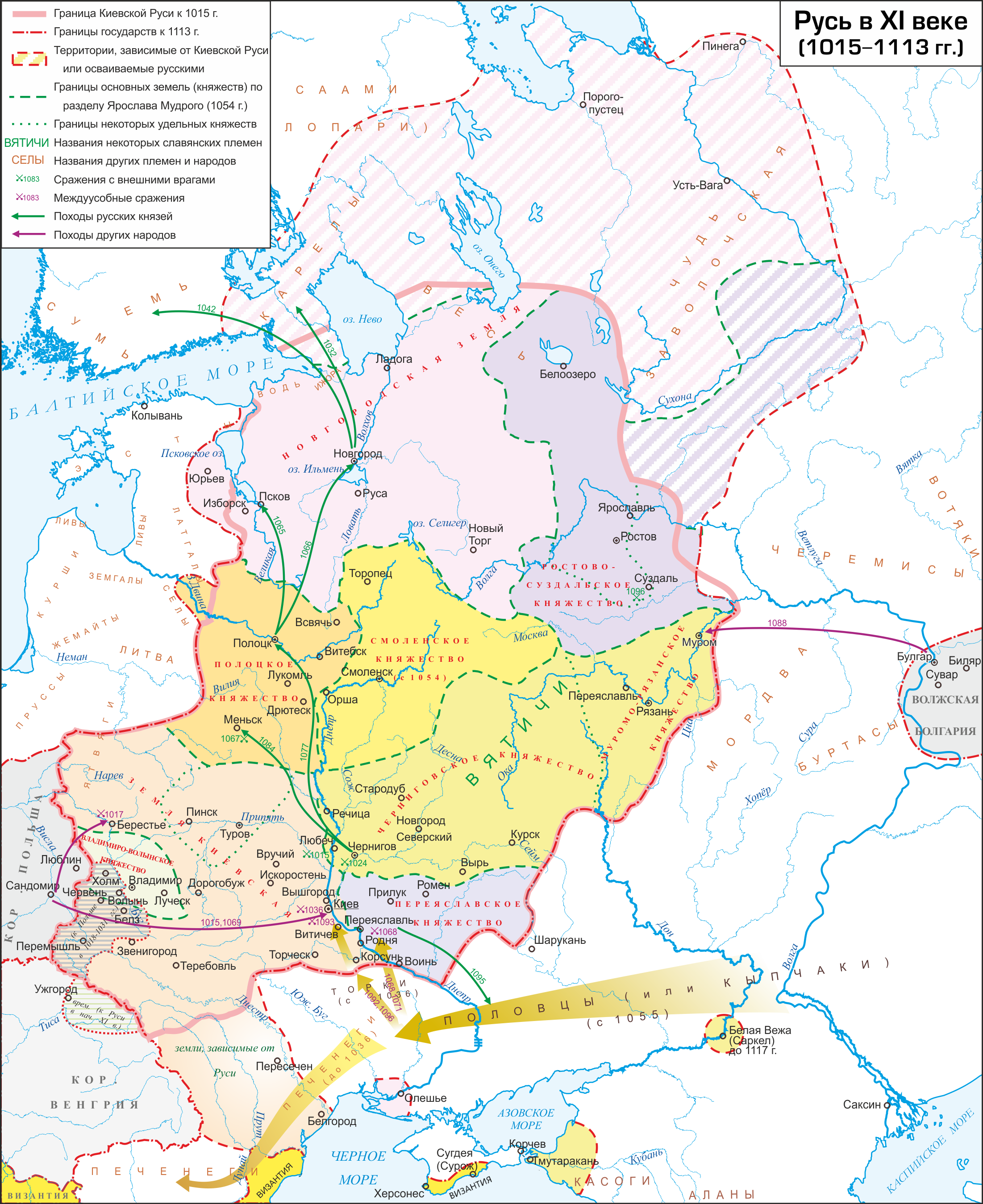
El Principat de Polotsk (en taronja), dins de la Rus de Kíev

Els historiadors fan començar la història del país al segle vi. Des d'aquesta època i fins al segle viii, el territori del que esdevindrà Belarús és envaït per tribus protoeslaves, rebutjades per invasors orientals com ara els mongols. Les tribus autòctones bàltiques, finoúgriques i nòmades que ocupen les planures són ràpidament assimilades. Els primers eslaus viuen de l'agricultura i del comerç dels seus productes agrícoles, de la pell, la cera, la mel i l'ambre. Són pagans.
Les principals tribus, els krivitxos, els dregovitxos i els radimitxos, creen del segle vi al segle xii diversos estats primitius. Aquests estats comercien amb els vikings, que instal·len del segle ix al X colònies comercials entre Escandinàvia i l'Imperi Romà d'Orient.
En aquesta època (segle x) neix en la part sud un nou estat que augmenta ràpidament el seu poder, la Rus de Kíev. Aquesta domina més o menys les tribus belarusses, però els vastos aiguamolls de Pinsk mantenen l'aïllament de les tribus dels kievians.
Les tribus belarusses, sota la influència kieviana, s'organitzen en diversos estats, com els principats de Vítsiebsk, de Minsk o de Mstsislaw. El Principat de Polotsk, que emergeix al segle ix, esdevé ràpidament l'estat més important de la zona. S'estén en principi al voltant de la ciutat de Polotsk, al nord del país, i pren llavors a poc a poc, quan sotmet els altres principats, la forma aproximada de Belarús. Els prínceps de Polotsk, que s'havien convertit en poderosos, accepten progressivament, en el curs dels segles x i xi, la suzerania feudal de la Rus de Kíev. No obstant això, els aiguamolls de Pinsk els garanteixen sempre una certa autonomia.

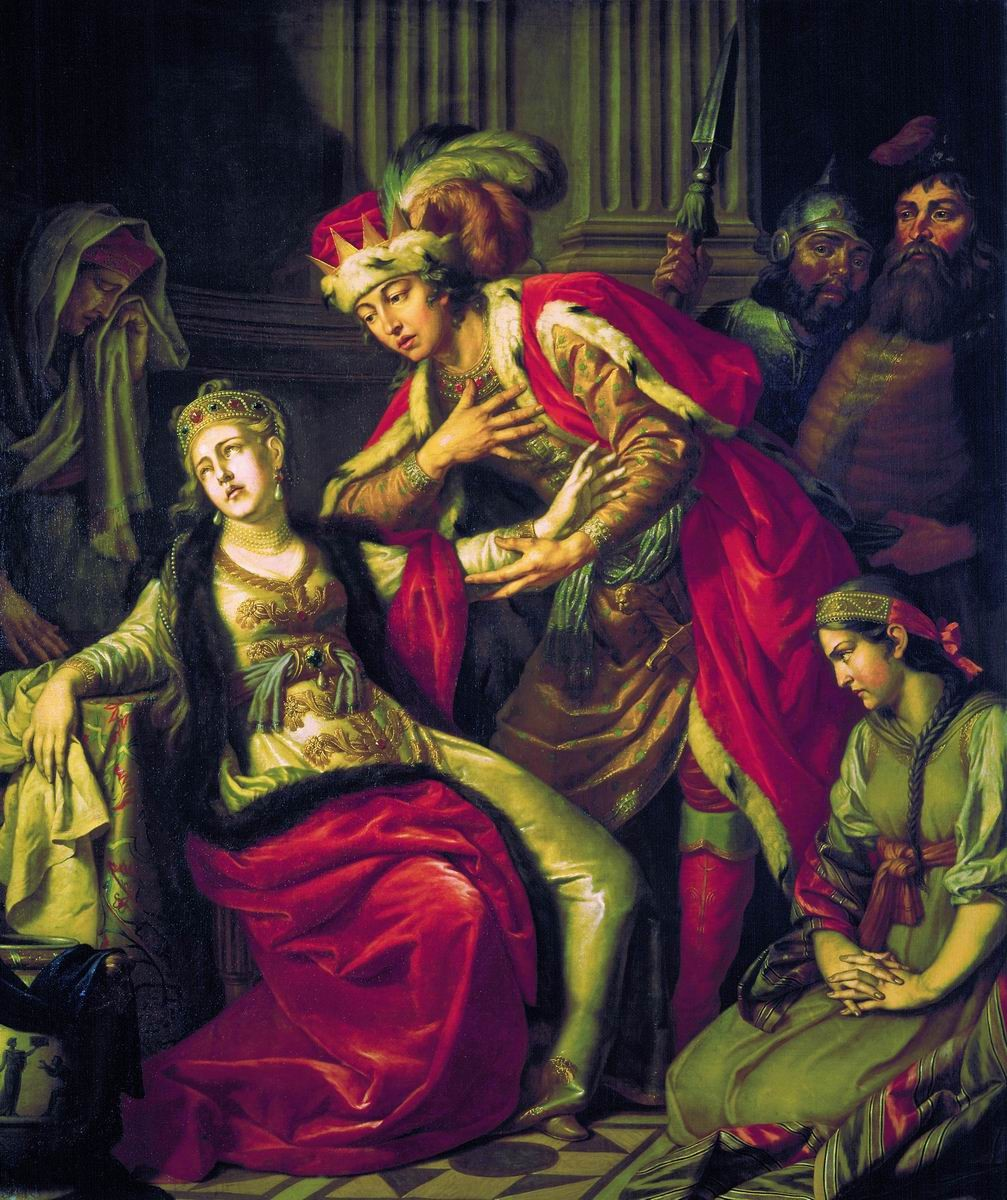
El segrest de Rogneda vist per un artista del

Els esdeveniments més notables de la història del principat tenen lloc després de la mort de Sviatoslav I de Kíev, príncep de Kíev, el 972. Aquest deixa dos fills, Vladímir I de Kíev i Iaropolk I, que s'enfronten en una guerra de successió. Busquen tots dos el suport de Polotsk, i el seu exèrcit. Així Vladímir demana la mà de la seva filla, Rogneda. Havent refusat aquesta, el príncep kievià torna a Polotsk per prendre-la; mata la seva família i crema la ciutat. Rodnega s'ha de casar llavors amb ell i seguir-lo a Kíev.

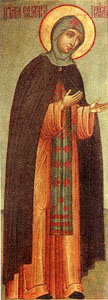
Santa Eufrosina de Polotsk

Alguns anys més tard, el desig del príncep de casar-se amb una cristiana l'obliga a convertir-se, la qual cosa fa al 987. Es divorcia de les seves precedents esposes i Rogneda es refugia en un convent; després torna amb el seu fill a Polotsk, on converteix els seus súbdits al cristianisme oriental, tal com l'encoratja el seu antic espòs.
Durant la segona meitat del segle xi, sota el regnat del príncep Vsieslav, el Principat de Polotsk arriba al seu apogeu i s'allibera de la influència de Kíev. Aquesta prosperitat es tradueix en una àmplia autonomia i una obertura cultural i religiosa i farà néixer la catedral de Santa Sofia de Polotsk, que rivalitza amb les esglésies més boniques de la seva època, així com els manuscrits de santa Eufrosina de Polotsk i del bisbe Ciril de Turaŭ.
A partir de 1139, el principat i la Rus de Kíev es divideixen en una multitud de feus, els senyors dels quals es llancen a una lluita feroç pel control de les principals ciutats. El declivi que en resulta s'agreuja per la invasió de la Rus de Kíev per part dels cavallers alemanys i, encara que el principat no es veurà afectat per les invasions mongoles que afligeixen l'est d'Europa de 1232 a 1242, l'amenaça de nous atacs obliga els senyors a demanar la protecció del Gran ducat de Lituània el 1240.

## El domini lituà

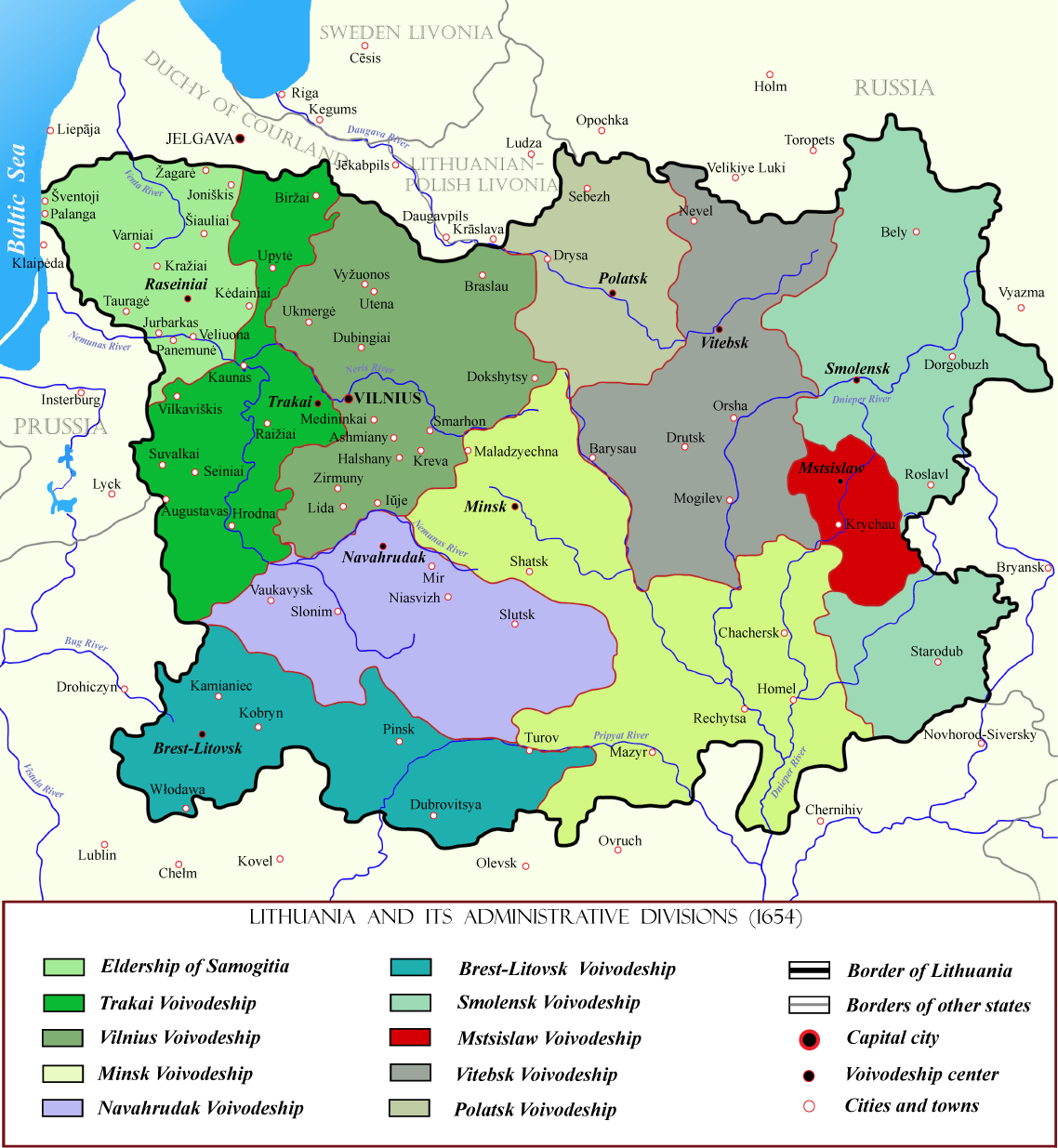
Els voivodes del Gran ducat de Lituània

El Principat de Polotsk és unit definitivament al Gran ducat de Lituània el 1307, després és reemplaçat pels voivodes de Polotsk, Minsk, Vítsiebsk, Smolensk, Mstsislaw, Brest i Navahrudak. Aquests voivodes són l'origen de la retallada administrativa i fronterera de Belarús.
Lluny d'oprimir els seus pobles vassalls, els grans ducs lituans, que regenten igualment la major part d'Ucraïna, deixen molts drets als eslaus. Així, la religió ortodoxa continua escampant-se dins del gran ducat, mentre que aquest roman principalment catòlic; les llengües eslaves, llavors anomenades rutenes, són utilitzades per l'administració i evolucionen fins al belarús i ucraïnès actuals.

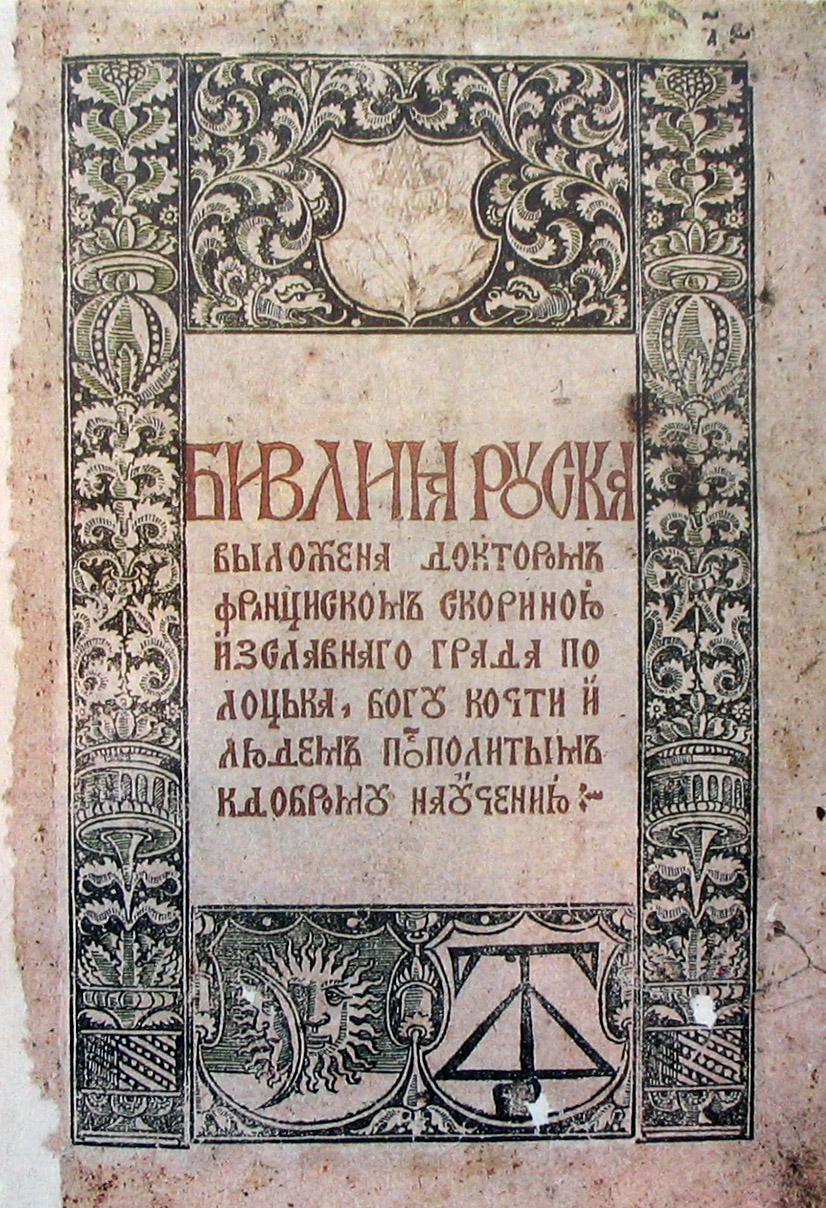
Tapa de la Bíblia de Francysk Skaryna

El reconeixement d'aquests drets és motivat sobretot pel fet que els eslaus són majoritaris al gran ducat i que el seu pes no és negligible en la dissuasió dels potencials invasors. Prova de la igualtat dins de l'estat és que els eslaus de Belarús eren generalment considerats com lituans plenament. D'altra banda, la primera capital del gran ducat és una ciutat eslava, Navahrudak.
El 1385, la Unió de Krewo signada per Jogaila, gran duc de Lituània, i la reina Eduvigis de Polònia, és segellada pel matrimoni dels dos interessats. Jogaila, després de ser convertit al catolicisme, esdevé rei de Polònia sota el nom de Ladislau II Jagelló. Els dos estats s'acosten llavors sensiblement.
Francysk Skaryna, home de lletres belarús, publica el 1567 a Praga el primer llibre en belarús imprès amb la primera premsa en ciríl·lic; es tracta d'una Bíblia. Més tard, cap a 1522, instal·la una impremta a Vílnius, la primera d'Europa de l'Est.

## Unió de Polònia i de Lituània

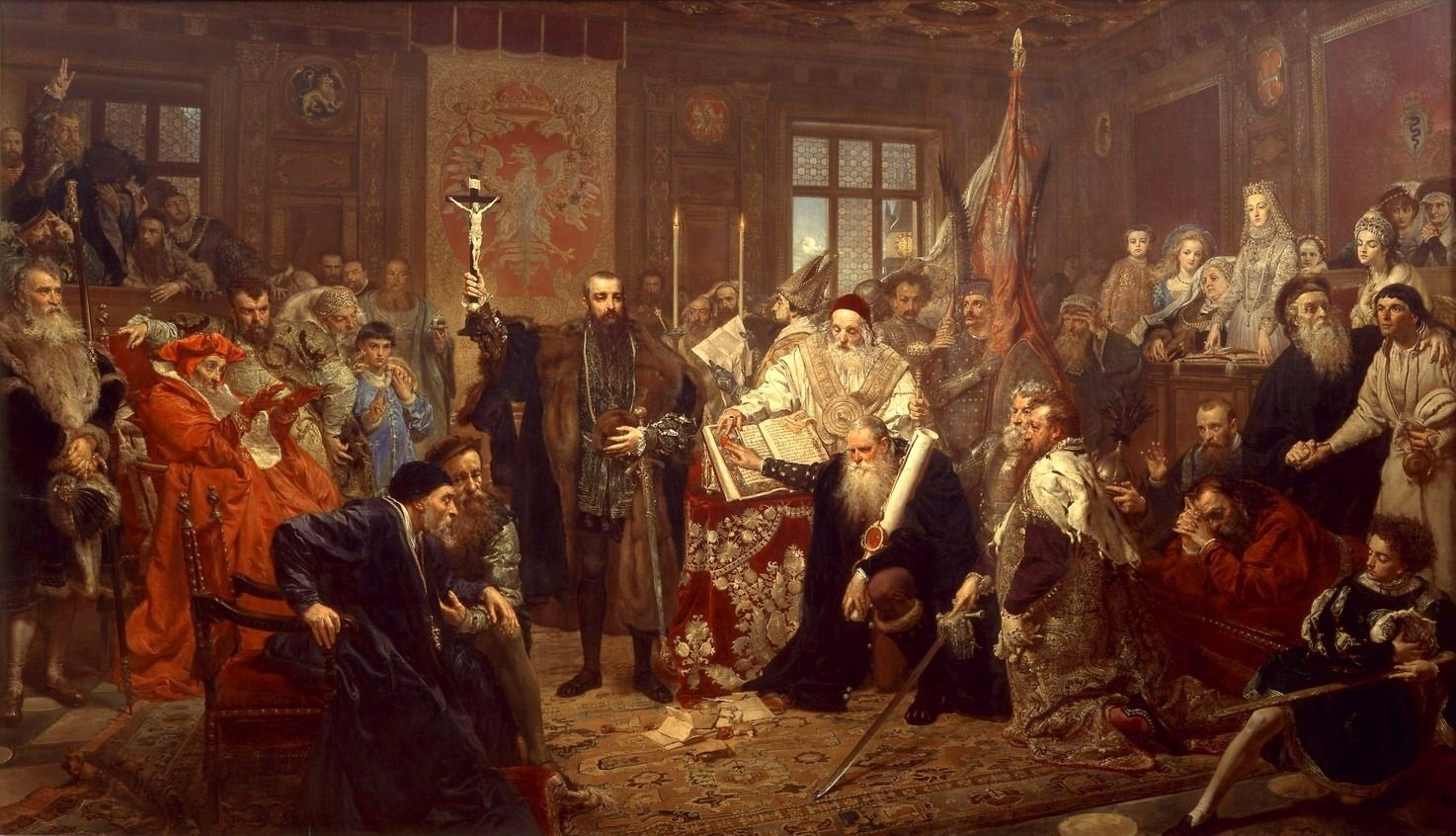
La Unió de Lublin, Jan Matejko, 1869

El tractat de Lublin, signat el 1569, segella la unió entre el Regne de Polònia i el Gran ducat de Lituània. Els dos estats, tot conservant una administració pròpia, es reuneixen dins de la República de les Dues Nacions, llavors el major estat multinacional d'Europa i una potència de primer ordre.
Els polonesos dominaven amb tot la república, en raó sobretot de la seva preponderància quantitativa. Posseïen 134 escons al Parlament, mentre que els lituans no en tenien més que 46. El domini polonès es manifestava a Belarús, i les ciutats atreien nombrosos artesans polonesos, que acabaven generalment fent-se amos dels consells. Van atreure també jueus i alemanys; els belarussos, anomenats llavors «rutens», van continuar estant, per contra, lligats a l'agricultura, treballant generalment a les terres d'un szlachta, originari de Polònia o de Lituània, o d'un boiar vingut de Rússia.
Alguns senyors eren, no obstant això, d'origen rutè, com les famílies Sapieha i Radziwiłł, de vegades molt riques i posseïdores de terres fora de la república. Altres rutens, els pagesos, que enyoraven la seva antiga llibertat sota el Gran ducat de Lituània, van marxar del seu país i s'instal·laren prop de Zaporíjia, al sud d'Ucraïna, amb els cosacs.
El polonès se'n convertí en l'única llengua oficial el 1696, per ser llavors la llengua de les classes benestants lituanes i belarusses. Les llengües minoritàries van ser, amb tot, protegides i la seva perennitat preservada per la creació de l'Acadèmia de Vilna el 1579 i per l'establiment de nombroses impremtes.

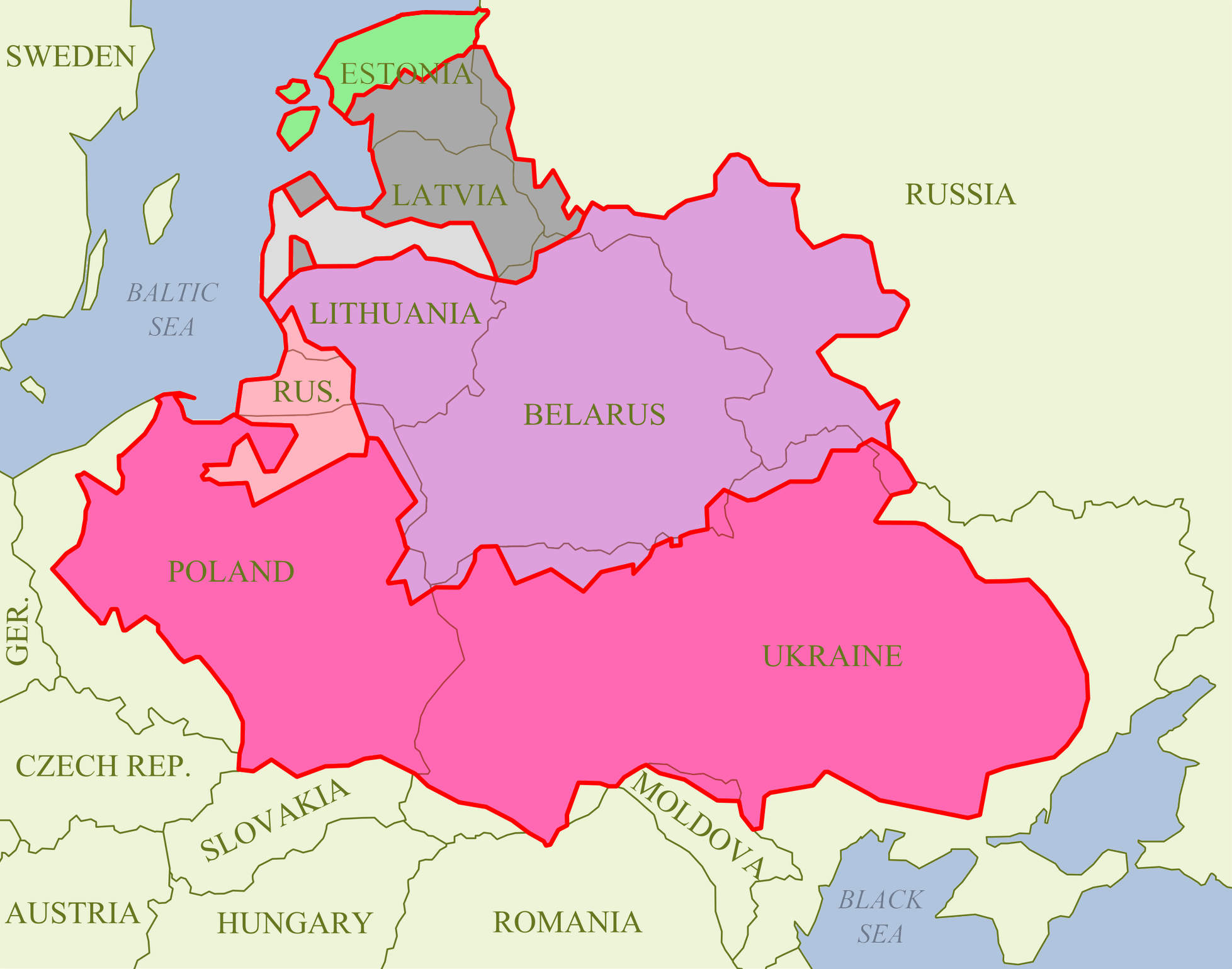
La república el 1618 i les nacions actuals

El domini polonès va influir molt també en les pràctiques religioses dels rutens. En efecte, mentre que aquests són tradicionalment ortodoxos, van experimentar la influència de la Reforma al segle xvi i molts es van convertir al protestantisme.
La ràpida expansió de la Contrareforma catòlica es va fer sentir ràpidament en la Confederació de Polònia i Lituània i la religió esdevingué una important font de conflictes. El rei polonès Segimon III animà fortament els jesuïtes, que, en fer abjurar els protestants i convertint també els ortodoxos, li permeten d'imposar la seva pròpia religió.
El suport per part del poder polonès del catolicisme a Rutènia comporta un conflicte entre catòlics i ortodoxos. Per remeiar aquesta situació, els responsables religiosos rutens es reuneixen a Brest el 1594, després el 1596, i signen la Unió de Brest. Aquesta determina la fi de l'autoritat del patriarca de Constantinoble i la submissió de les esglésies rutenes ortodoxes al govern de l'Església catòlica romana; la Unió consagra finalment la creació de l'Església grecocatòlica ucraïnesa. La decisió no arregla, tanmateix, més que una part dels conflictes i troba l'oposició de notables, rutens fidels a l'Església oriental, i sobretot cosacs. Aquests últims van llançar diversos atacs a través de Rutènia que tractaven de reduir l'autoritat polonesa.

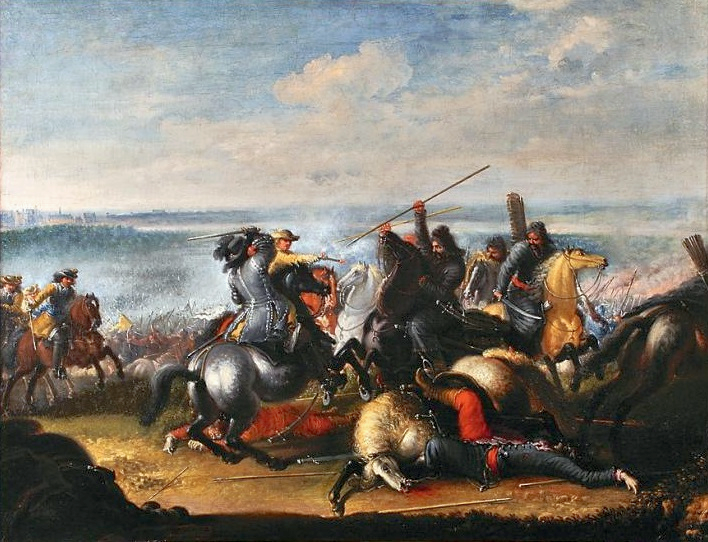
La batalla de Varsòvia el 1659

La prosperitat de la república quedà profundament afectada a mitjan segle xvii per la Primera Guerra del Nord, també anomenada «Diluvi», o sigui una continuació de conflictes i d'invasions començada per una agressió sueca el 1655. Aquesta tenia per objectiu defensar els polonesos enfront dels russos, que havien trobat en les lluites cosaques l'oportunitat per intentar envair la república. Però el rei de Suècia, Carles X Gustau, volgué en compensació fer de la Confederació de Polònia i Lituània la seva vassalla i col·locar al capdavant de la unió lituanopolonesa la família Radziwiłł.
El vertader rei de Polònia, Joan II Casimir, considerat tanmateix feble i de mala reputació, aconseguí oposar una gran resistència i, el 1657, els suecs marxaren del territori. Els russos són derrotats en 1662 gràcies a la intervenció otomana. Els altres enemics de la república, Transsilvània i Prússia, són vençuts poc de temps després, però Prússia aconsegueix la seva llibertat enfront de Polònia, de la qual era vassalla.
Pel tractat de Hadiatx, Polònia reconeix el 1658 els drets de les seves minories i la Confederació de Polònia i Lituània esdevé la Mancomunitat de Polònia, Lituània i Rutènia. El nou estat comprèn el ducat de Rutènia, creat per a l'ocasió. Aquest acord tenia com a objectiu de satisfer els cosacs que s'havien batut per Joan II Casimir, durant la guerra, i compensar les terribles pèrdues ocasionades pel conflicte, sobretot a Belarús.
El tractat, tanmateix, mai no va ser aplicat, ja que, poc de temps després, el país hagué d'experimentar la Gran Guerra del Nord entre l'Imperi Rus i Suècia, després la Guerra de Successió de Polònia, que oposà la majoria de les potències europees. Els russos van aprofitar l'afebliment de la república per a instal·lar-hi exèrcits i augmentar-hi la seva influència.
Rutènia experimenta fortament les conseqüències de la guerra; molts dels seus artesans van ser per exemple deportats a Rússia -representaven un 10% de la població de Moscou a la fi del segle xvii. Va patir igualment greus epidèmies i diverses fams, al mateix temps que els polonesos imposaven als rutens una vasta polonització.

## L'Imperi rus

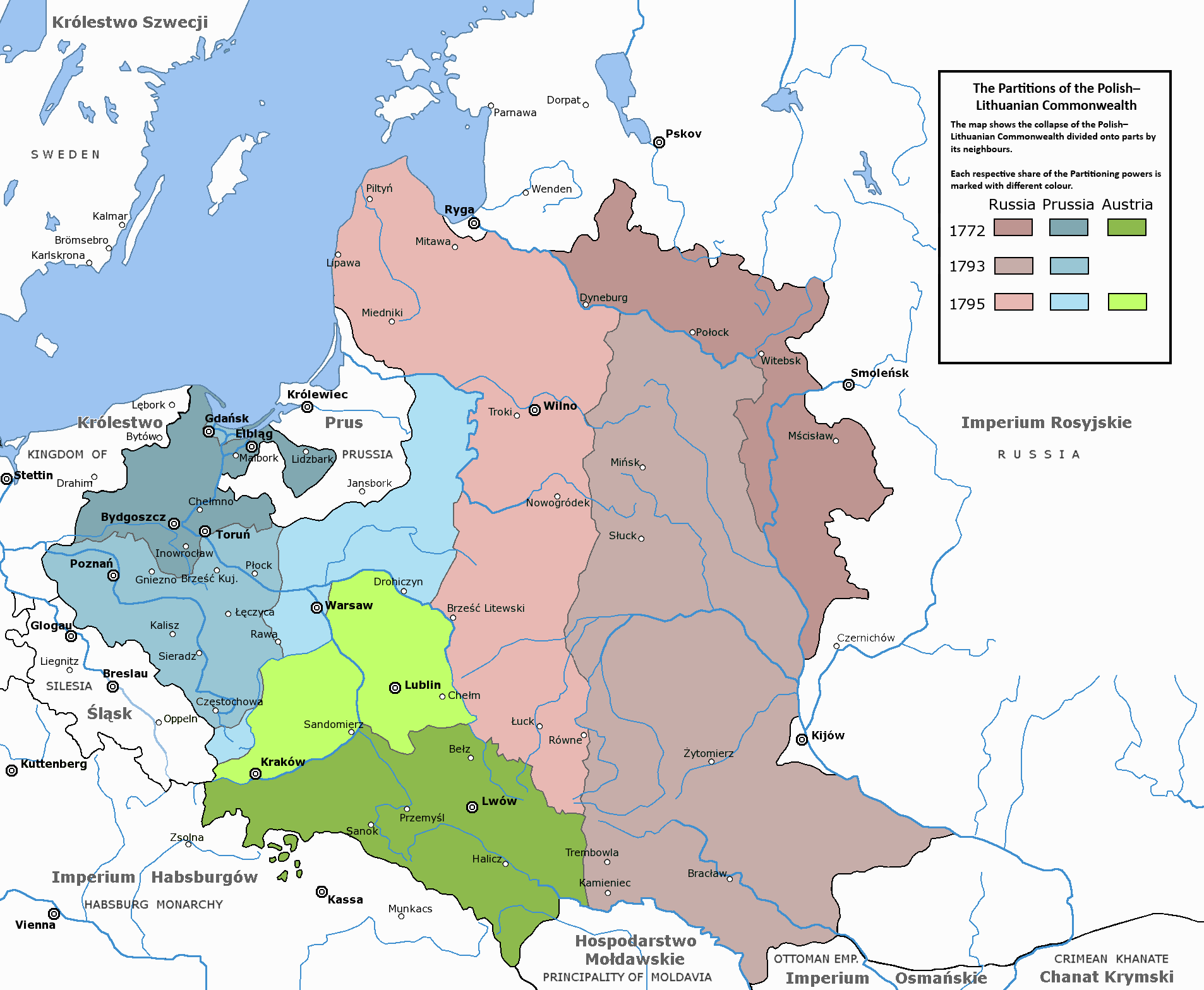
Els tres repartiments de Polònia

Al segle xviii, Belarús començà un nou període de la seva història, la del domini rus. En efecte, la república, totalment arruïnada i lliurada al caos, fou repartida entre les grans nacions durant el Repartiment de Polònia. El 1772, les ciutats de Polotsk, Vítsiebsk i Hómiel, així com totes les terres a l'est de la Dvinà Occidental i del Dnièper són unides a l'Imperi Rus. Més tard, el 1793, són Minsk i les terres a l'est de la línia Daugavpils-Rivne que hi són incorporats, i Rússia recupera Lituània així com la resta de Belarús el 1795.
Belarús és russificada poc de temps després de la seva adquisició i l'administració imperial la divideix en quatre gubèrnies: Minsk, Vítsiebsk, Moguilev i Hrodna.

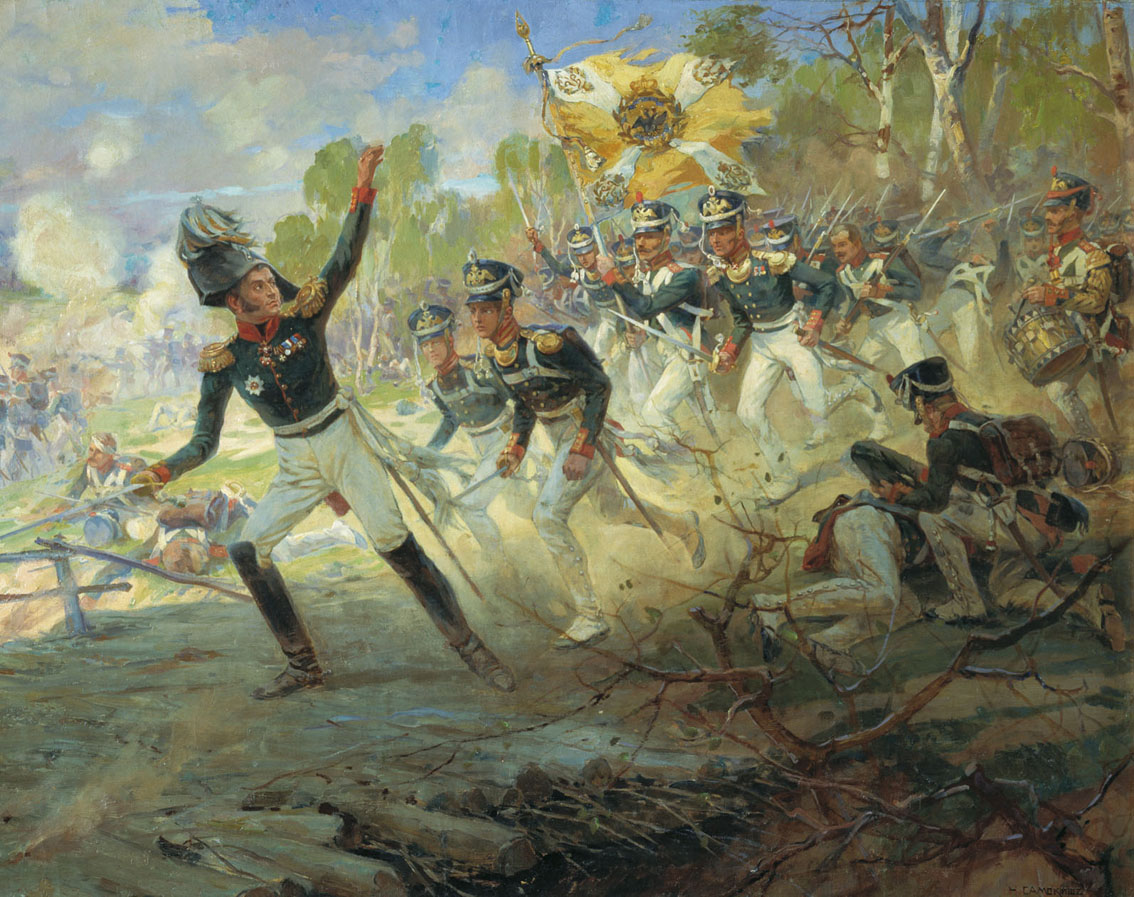
La batalla de Moguílev

El país no és perdonat per la invasió francesa de Rússia el 1812 i els belarussos, malgrat l'exemple rus, es mostren sovint favorables a l'ocupació napoleònica. En efecte, els pagesos veuen en la invasió la fi de la servitud i els nobles il·lustrats s'adhereixen a les idees de Napoleó Bonaparte. Així, els belarussos entren a l'exèrcit francès, el qual guanya victoriosament a Belarús les batalles de Moguílev, d'Ostrovno i de Klyastitsy, i si bé els russos guanyen la primera batalla de Polotsk, és de fet una victòria estratègica de Napoleó.

Napoleó en el moment de la batalla del Berézina

A la seva tornada de Moscou, l'exèrcit imperial coneix a Belarús alguns dels pitjors fracassos de la seva retirada. Després d'haver perdut la segona batalla de Polotsk, la batalla de Czasniki i la batalla de Smoliani, és aniquilat en la batalla del Berézina, que guanya, tanmateix, ja que els soldats salven finalment el riu.
Belarús és llavors ràpidament reconquerida pels russos, que troben un país devastat per la guerra, amb la seva població delmada.

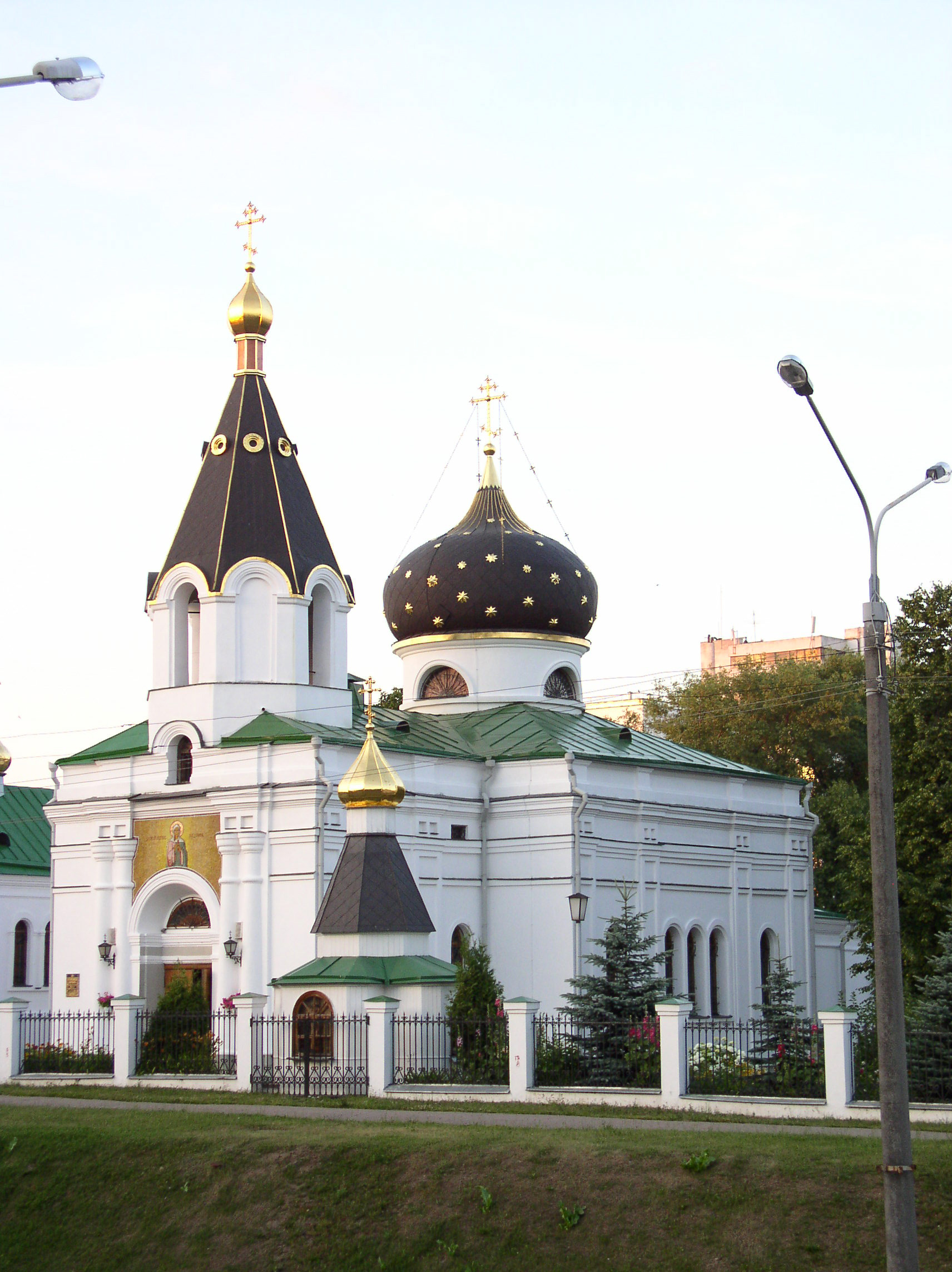
Església russa ortodoxa construïda el 1847 a Minsk

Els tsars Nicolau I i Alexandre III s'esforçaren a continuar la russificació de Belarús. La primera mesura fou prohibir l'ensenyament del polonès a les gubèrnies de Vítsiebsk i de Moguilev el 1835. El 1839, la unificació de les esglésies rutenes al patriarcat de Moscou consagrà definitivament la implantació de la cultura russa per la religió ortodoxa. Aquesta unificació provocà, no obstant això, el descontentament dels pagesos rutens, però aquests, poc organitzats, hi restaren passius.
La primera insurrecció nacionalista polonesa té lloc el 1830, però els pagesos belarussos continuen sent majoritàriament passius i els nobles que s'han revoltat són ràpidament reemplaçats per russos.
Els anys 1830 contemplen, però, el sorgiment de corrents nacionalistes belarussos i lituans. Tanmateix, la transmissió de les idees es feia amb publicació de textos, impresos a Vilna o a Sant Petersburg, i els rutens eren en bona part illetrats. El 1897, un 77% dels belarussos eren encara analfabets. De més, l'administració russa és conscient dels riscos de rebel·lió i fa, per exemple, detenir 203 estudiants belarussos i lituans de Sant Petersburg el 1849. Les publicacions literàries en belarús són censurades el 1859 i el 1863; tot escrit redactat en ucraïnès, belarús i lituà és prohibit.
Els belarussos continuen sent encara molt de temps un poble rural; la burgesia i els habitants de les ciutats són majoritàriament russos, com els senyors. Mentre que Polònia i Lituània coneixen un desenvolupament industrial i un creixement demogràfic significatiu, Belarús continua estant poc poblada i només té algunes fàbriques.

El blasó de la Revolta de 1861 reprèn els símbols dels tres pobles rebels: l'àguila blanca polonesa, el Vytis lituà i sant Miquel Arcàngel de Rutènia

Noves revoltes sacsegen Belarús, Lituània i Polònia el 1861. Són conduïdes per les elits independentistes i moviments clandestins, que tenen generalment com a ideal la fundació d'un estat independent que reagruparia els tres pobles dins de les fronteres de 1772, abans de les particions de Polònia.
Les revoltes són contingudes pels russos, però el tsar Alexandre II llança el mateix any reformes socials per acontentar els seus súbdits rebels. La més gran n'és l'abolició del servitud, que rep en principi una bona acollida de part dels pagesos belarussos, però que sembla ràpidament inútil, ja que els pagesos no poden comprar les terres que pertanyen encara als grans senyors i sempre es troben sotmesos a la voluntat dels més rics. Els senyors polonesos, sensibles al despertar nacionalista, són fins i tot penalitzats per aquesta reforma, i el desenvolupament progressiu de Minsk, poblada en gran part per russos, signa la fi de la supremacia de Vilna, bressol nacionalista a la zona.
Els corrents nacionalistes belarussos es continuen, no obstant això, reforçant i la censura és esquivada pels escriptors nacionalistes, entre els quals Kastus Kalinowski, Jan Czeczot i Wadysaw Syrokomla. Es fomenta, d'altra banda, un nou aixecament, per part dels intel·lectuals belarussos, de 1863 a 1864, però fracassa.

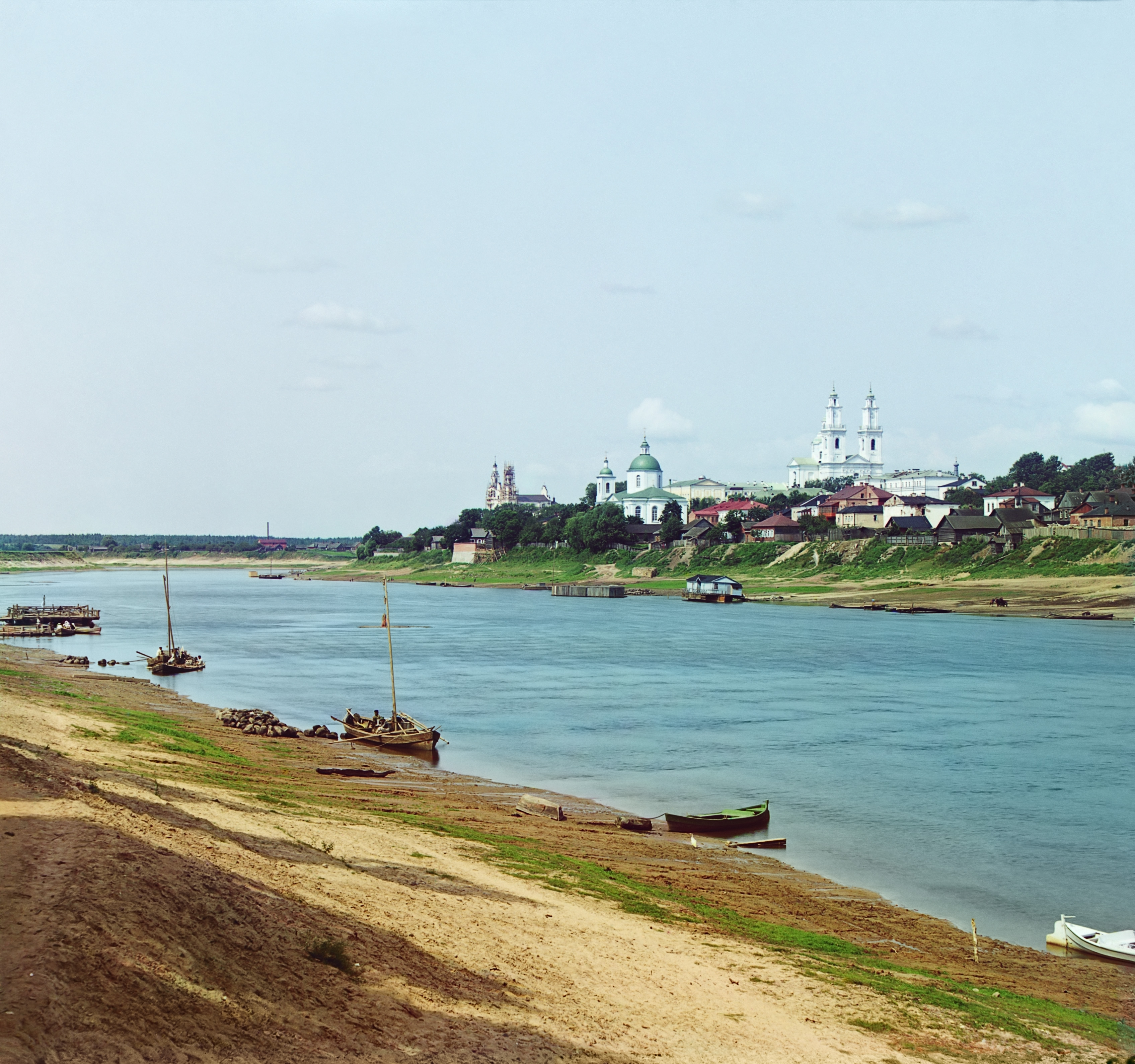
Polotsk el 1912 sobre una de les primeres fotos en colors per Serguei Mikhàilovitx Prokudin-Gorski

A partir de la fi del segle xix, començà a fer sentir la industrialització i permet als corrents nacionalistes renovar-se. En efecte, l'èxode rural significa que les ciutats comencen a tenir una població belarussa que té d'ara endavant accés a la propaganda nacionalista. Aquesta es gira ràpidament cap als corrents socialistes que prediquen la fi de la dictadura de la noblesa i de la burgesia i, per tant, la fi dels russos a Belarús. El 1898, d'altra banda, és fundat a Minsk el Partit Obrer Socialdemòcrata Rus, primer partit socialista rus; després, el 1902, la Gronada, primer partit belarús. La part dels obrers sobre la població total de Belarús continua sent encara bastant feble: el 1900, hi havia 24.000 obrers sobre aproximadament set milions de belarussos.

## Primera independència el 1939
Contràriament a les altres guerres que Belarús va conèixer en el transcurs de la seva caòtica història, la Primera Guerra Mundial contribueix a l'autonomia del país. Rússia, poc preparada per a un atac alemany, perd ràpidament una gran part de Belarús. Els alemanys, preocupats per crear-hi un sentiment antirús i antipolonès que els permetria tenir partidaris entre la població, atien el nacionalisme belarús i deixen llibertat als belarussos per crear les seves pròpies escoles i per ensenyar la seva llengua.
El tractat de Brest-Litovsk, demanat pels bolxevics que acaben d'accedir al poder a Rússia, permet als alemanys annexar vastos territoris que pertanyien abans a l'Imperi Rus, entre els quals Belarús. Deixen a aquesta una certa autonomia i fan creure als nacionalistes belarussos que són lliures; en realitat, el país, que ja és devastat per la guerra, és saquejat per Alemanya.

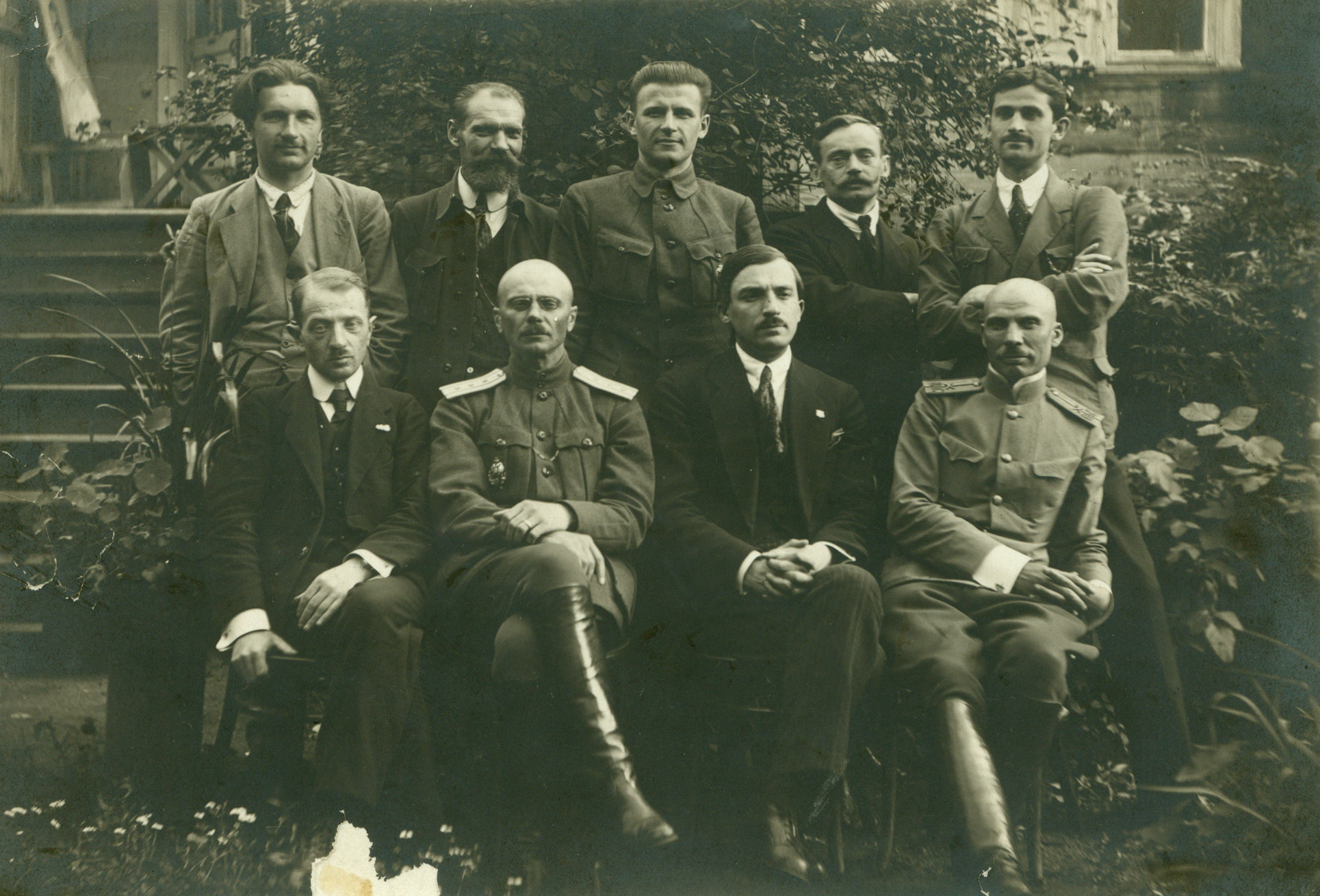
El govern de la República Popular Belarussa

El 25 de març de 1918, alguns representants de partits polítics i d'associacions independentistes es reuneixen a Minsk, aprofitant la llibertat que els atorga l'ocupant, i proclamen la República Popular Belarussa. Aquest estat s'inspira en les ideologies socialista i nacionalista. La república no aconsegueix, tanmateix, mai controlar la totalitat del territori i és escombrada el 1919 pels bolxevics, quan les tropes alemanyes se'n van del territori. Al seu lloc és creada, el 2 de gener de 1919, una República Socialista Soviètica de Belarús.
Un mes més tard, aquest estat s'esfondra i la seva part oriental s'uneix a la República Socialista Federada Soviètica de Rússia, mentre que l'oest s'afegeix a la República Socialista Soviètica de Lituània per formar llavors la República Socialista Soviètica Lituanobelarussa, sobrenomenada Litbel. La república, hereva de la guerra i de lluites intestines, era feble i les dues potències veïnes, Polònia i Rússia la cobejaven fortament.
Els dos estats van envair Belarús i els russos conqueriren Minsk el 5 de gener de 1919, mentre que els polonesos van forçar la dissolució de la Litbel l'agost 1919

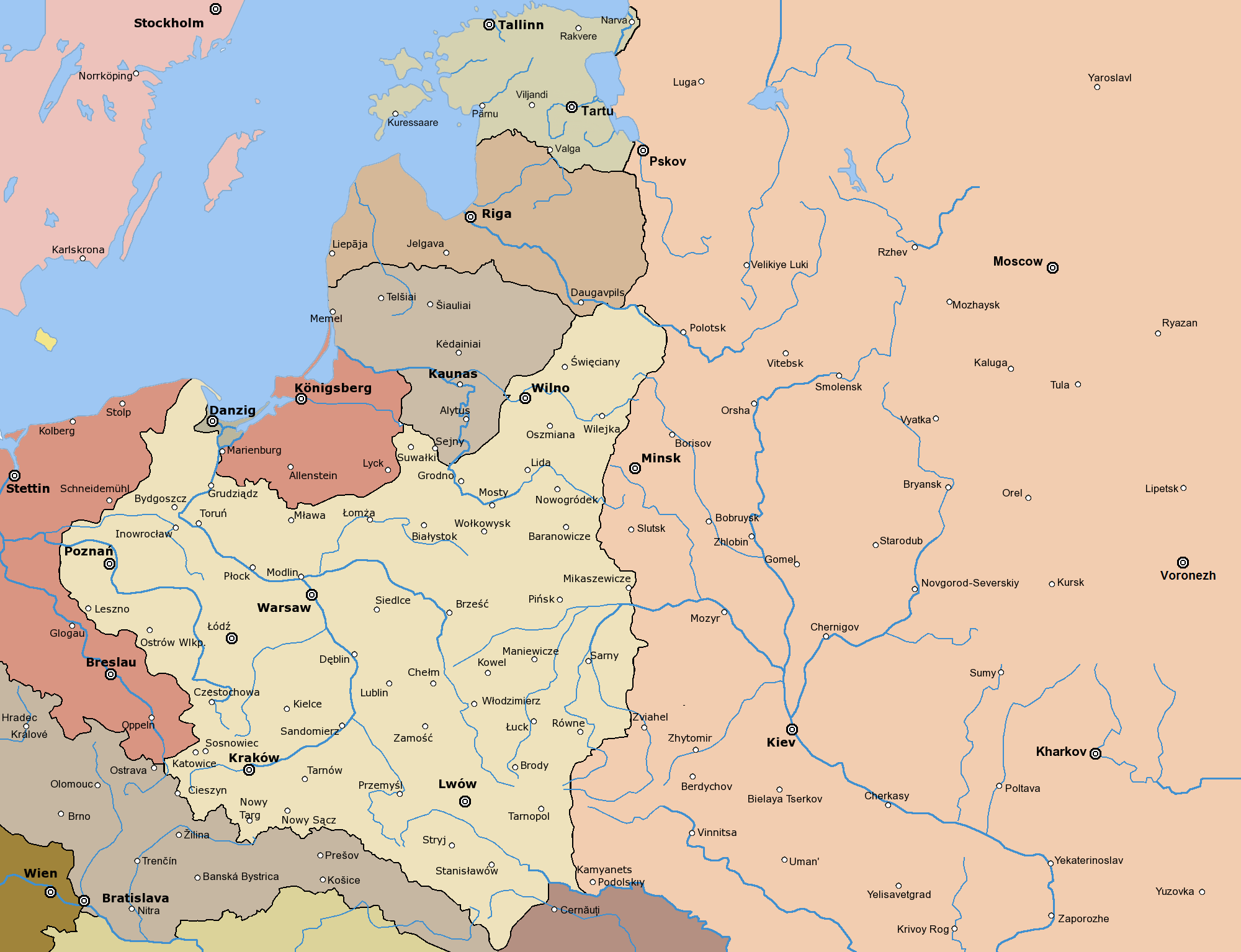
Polònia i la Unió soviètica el 1920

Mentre existia encara la República Popular Belarussa, els russos van proclamar la República Socialista Soviètica de Belarús l'1 de gener del 1919 a Smolensk i la van ampliar de mica en mica amb les seves conquestes sobre la Litbel. El repartiment definitiu de Belarús va ser establert el 18 de març de 1921 pel tractat de Riga, que posava fi a la Guerra poloneso-soviètica.
El desembre de 1922, l'RSFS de Rússia, la RSFS de Transcaucàsia, l'RSS d'Ucraïna i l'RSS de Belarús funden l'URSS.
La Unió Soviètica dona suport, d'entrada, a la transmissió de la llengua i de la cultura belarusses; la protecció de la cultura era, d'altra banda, un dels objectius de Lenin. Però l'administració, sota l'impuls de Stalin, obliga ràpidament les poblacions belarusses a no parlar més que el rus i a renunciar a la seva cultura; el govern polonès aplica també disposicions similars als belarussos de Polònia, per tal d'evitar tota revolta o secessió.
L'escolarització massiva dels nens va afavorir fortament la desaparició de la llengua belarussa, tot elevant àmpliament el nivell de vida de la població. El 1926, un 70% dels nens belarussos estaven escolaritzats.

La bandera de la República Socialista Soviètica de Belarús del 1937

Les purgues estalinistes, endegades a mitjans dels anys 1930, acceleraran la prohibició de la ideologia nacionalista belarussa. Entre 1937 i 1939, més de 370 intel·lectuals de llengua belarussa han desaparegut; Belarús perd, doncs, gairebé tota la seva elit, que havia participat, tanmateix, en els moviments socialistes i en la instauració de la república soviètica. La protecció de la llengua belarussa era considerada per Stalin cosa del «nacionalisme burgès».
Al mateix temps, Belarús troba progressivament les seves fronteres. El 1924, és ampliada amb les regions de Vítsiebsk i de Moguilev, que abans formaven part de Rússia, i després amb la regió de Hómiel el 1926.

## La Segona Guerra mundial
El pacte Mólotov-Ribbentrop, signat el 23 d'agost del 1939 entre l'URSS i l'Alemanya nazi, acostava les dues potències i els permetia envair Polònia segons un repartiment precís. La part oriental de Polònia va tornar així a l'RSS de Belarús.

### Operació Barba-roja (1941)
Però la pau no va durar més que dos anys i, el 22 de juny del 1941, Alemanya va atacar l'URSS. Belarús no va resistir molt de temps i, després d'haver estat en part evacuada, el seu territori caigué sota control nazi l'agost 1941. Administrativament, formà part del Reichskommissariat Ostland; li fou aplicat el programa denominat Generalplan Ost, que preveia que el 55% de la població belarussa seria deportada a Sibèria i la resta germanitzada, i es convertí en una àrea de població alemanya en els 25 anys posteriors a la guerra. L'entrada dels nazis a Minsk va ser ràpidament seguida d'execucions capitals per penjament de resistents.
Els nazis van crear de seguida un govern belarús, la Rada central belarussa, que reprenia principis de la República Popular Belarussa i es recolzava en un nacionalisme exacerbat. Aquest govern era feble i completament submís a Berlín; servia sobretot per fer aplicar un règim de terror i de repressió. Aproximadament 700 pobles foren cremats, de vegades amb els seus habitants, i milers de persones foren assassinades o deportades sota l'administració de la Rada, que no tenia suport de la població local. Belarús era abans de la guerra un dels països amb majors diàspores jueves: els jueus belarussos van ser, doncs, gairebé totalment delmats des de 1942. El país incloïa diversos guetos, entre els quals el de Lakhva, cèlebre per la revolta contra els nazis que s'hi va desenvolupar el 1942.

Per fer front a aquestes atrocitats, van sorgir moviments de resistència. Els resistents aprofitaven els boscos i els aiguamolls belarussos per a amagar-se i feien accions de vegades eficaces i victorioses, que consistien generalment a destruir les vies fèrries, els ponts, les línies de telègraf, els dipòsits de carburant... Es calcula que aproximadament hi havia uns 50.000 resistents membres de grups comunistes, ajudats per 30.000 altres resistents.
Per lluitar contra la guerrilla, els nazis hagueren de mobilitzar mitjans considerables, mentre que, sobre el front de l'Est, havien de portar una guerra acarnissada contra els soviètics, que recuperaven cada cop més territori.

### Operació Bagration (1944)
L'Operació Bagration (o ofensiva d'estiu) de l'Exèrcit Roig tenia com a objectiu alliberar Belarús. Va començar el 22 de juny 1944 i va empènyer els alemanys a crear la 30a divisió SS de granaders, majoritàriament composta per belarussos i amb el suport de la Rada Suprema, el 18 d'agost del 1944. Aquesta mesura va ser irrisòria, ja que la major part del país estava ja alliberada. Minsk, per exemple, era lliure des del 3 de juliol 1944. L'Exèrcit Roig havia franquejat la frontera polonesa i es trobava a 100 km de Varsòvia.
Després de l'alliberament, la constatació de la realitat fou particularment negra per a Belarús. En efecte, la guerra havia devastat el país un cop més; Belarús havia perdut 1,3 milió d'habitants, o sigui, un quart de la seva població d'abans de la guerra, i la major part de la seva elit intel·lectual. La producció industrial el 1943 no representava més que el 10% de la de 1940. Aproximadament 9.200 pobles havien desaparegut i 209 ciutats sobre 270 eren reduïdes a ruïnes. Minsk i Vítsiebsk havien estat així destruïdes en més d'un 80%. Minsk va ser declarada ciutat heroica i la fortalesa de Brest fortalesa heroica.

## Del 1945 al 1991

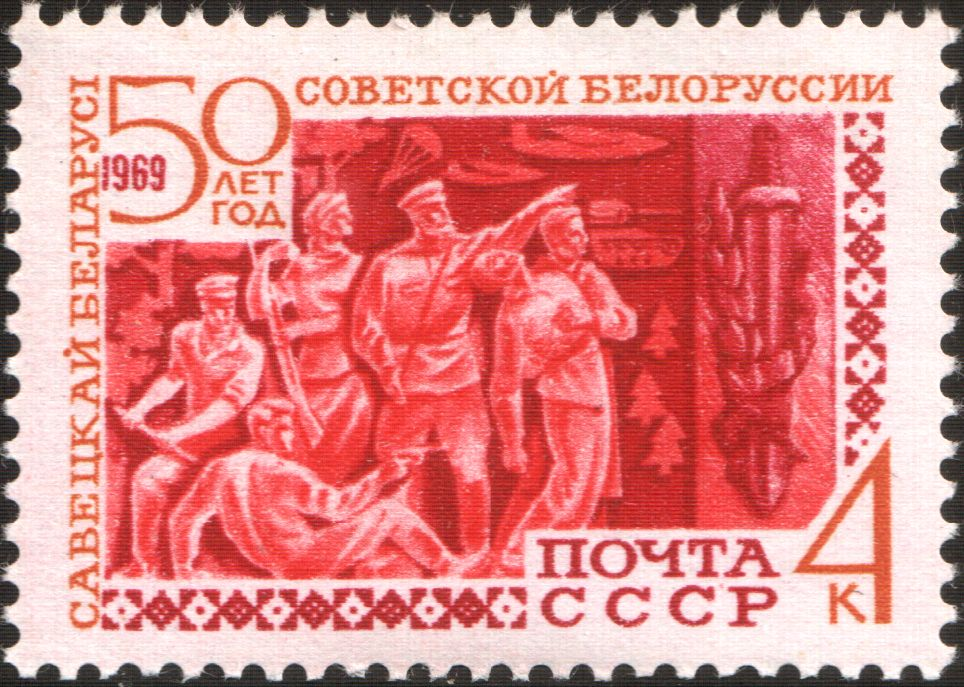
Segell soviètic de 1969 commemorant els 50 anys de l'RSS de Belarús

Després de la fi de la Segona Guerra Mundial, les altres potències victorioses van prometre a Stalin iniciatives per compensar les pèrdues causades pel conflicte. Així, quan l'Organització de les Nacions Unides és creada el 26 de juny 1945, l'RSS d'Ucraïna i l'RSS de Belarús són considerades membres fundadors i disposen d'una vot en l'Assemblea General de les Nacions Unides. Els Estats Units no veien allà més que un mitjà per als soviètics de tenir més presència que ells a nivell internacional, i li foren afegits dos vots a aquest últim estat en compensació.
El 1945, Belarús contempla la formació les seves noves fronteres -sempre les de l'estat al començament del segle xxi-, és a dir, les d'abans de la guerra reduïdes per la pèrdua de la regió de Białystok, poblada majoritàriament per polonesos.

Bandera de l'RSS de Belarús, adoptada després de la guerra

La guerra havia estat tan impactant per a la població i la resistència tan forta, que el seu record marcà profundament des de l'Alliberament la cultura belarussa, sobretot per un ritu nou: una parella que s'acaba de casar dipositarà tradicionalment una garba sobre un monument als morts.

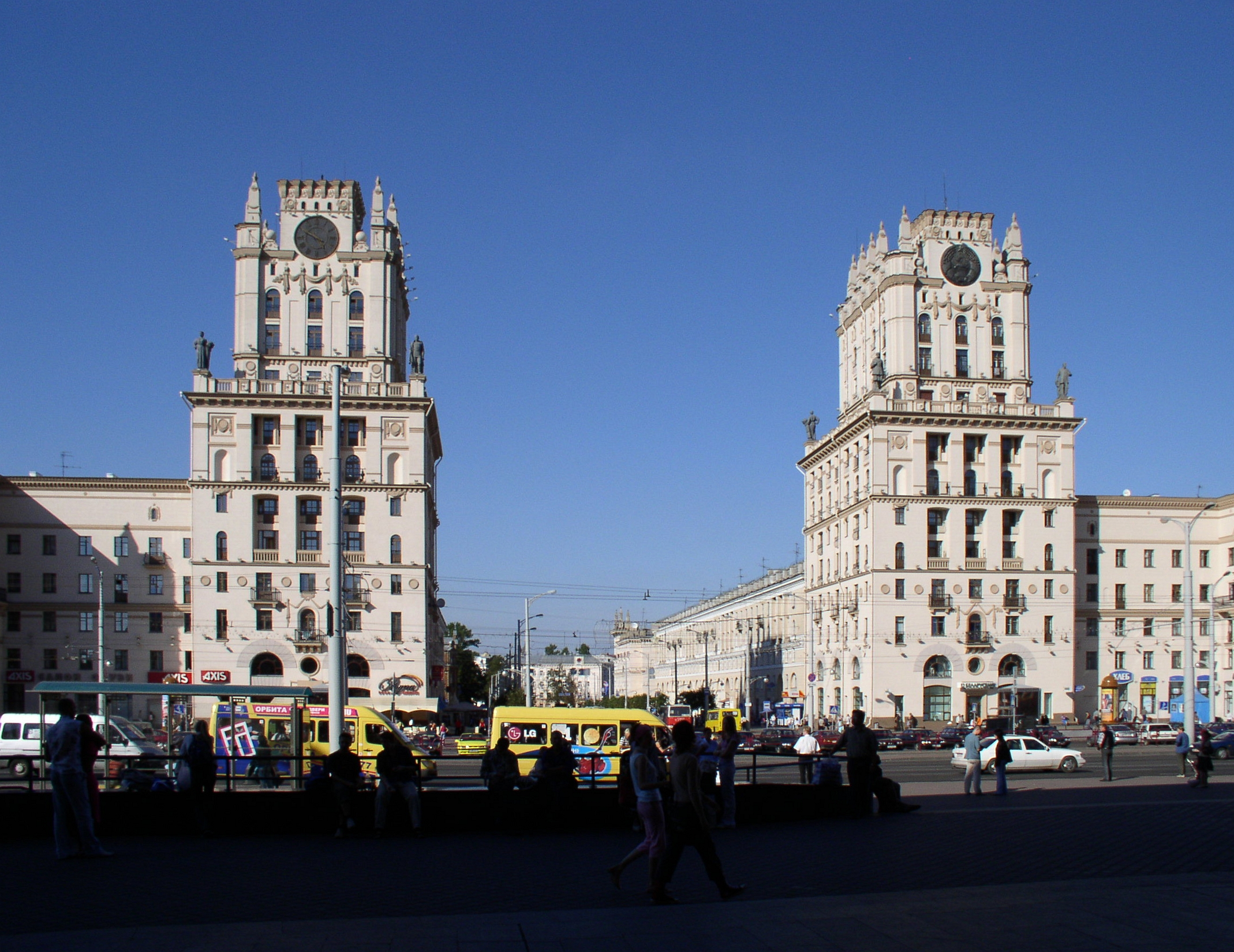
La plaça de l'Estació a Minsk, un dels símbols de la reconstrucció

L'economia belarussa havia sofert també greument per causa de la guerra; la majoria de les fàbriques desplaçades a Rússia no van tornar i la reconstrucció del país es presentava difícil.
Moscou creà, doncs, immenses empreses, per tal de transformar Belarús en un gran centre industrial. Aquestes empreses, que existeixen encara, estan majoritàriament orientades vers la indústria automobilística; així, a Minsk, es construí una de les majors fàbriques de tractors de la Unió, i a Jodzina, una de les majors fàbriques de camions. Els resultats d'aquesta política es feren sentir ràpidament i Belarús es va convertir aviat en una terra d'immigració per als russos. És també en aquesta època que hi desapareix l'analfabetisme.
El progrés social que el règim comunista aportà al país és sens dubte la font de l'afecte que hi mostren els belarussos. Quan es va produir la Perestroika, en el transcurs dels anys 1980, es van mostrar generalment hostils a les reformes liberals i són sovint considerats pels altres pobles de l'URSS com el poble més soviètic de la Unió. Ales Adàmovitx, un escriptor belarús, qualifica fins i tot el seu país de «Vendée de la Perestroika».

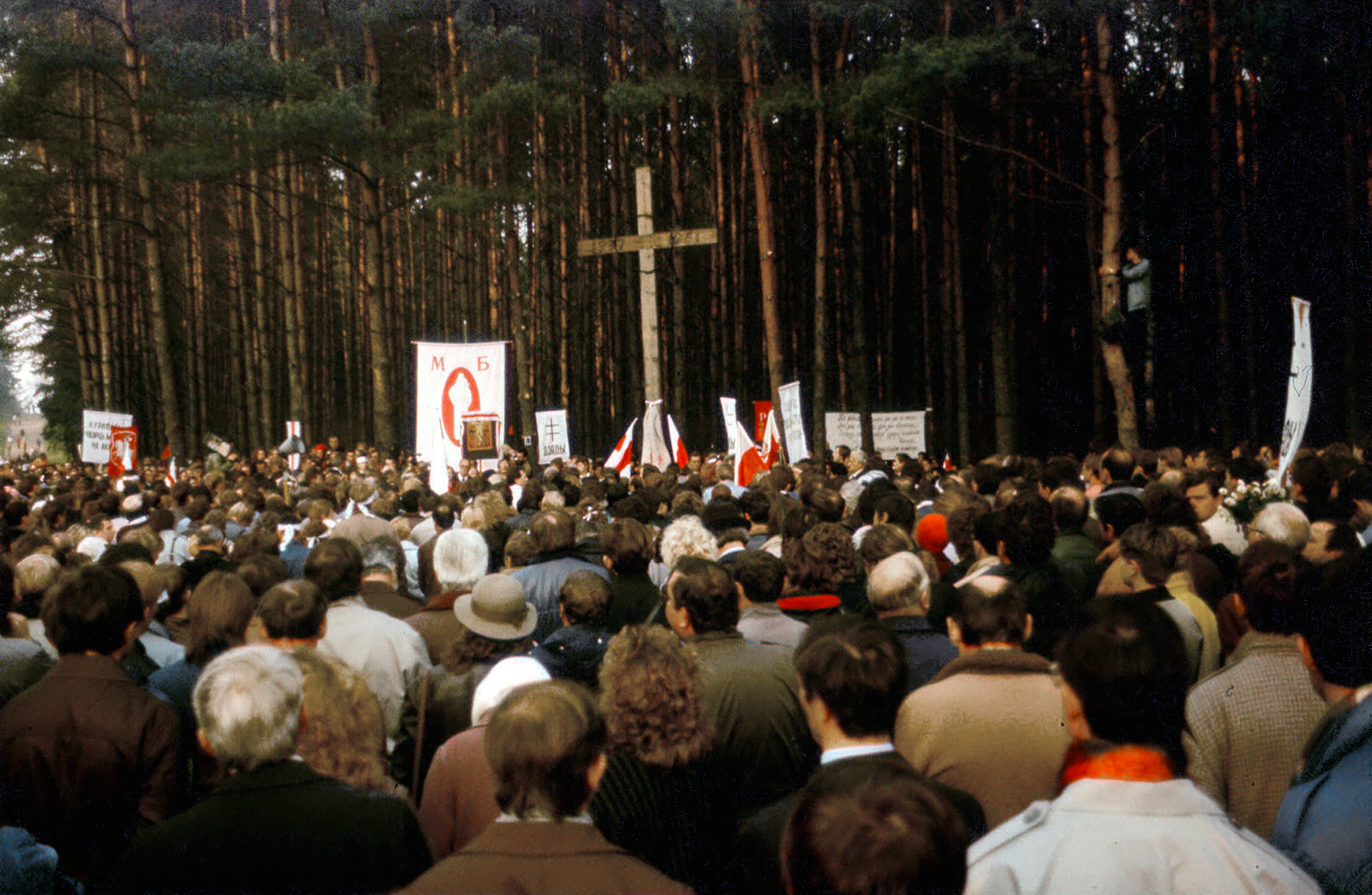
Manifestació a Kurapaty el 1989

Per bé que el descobriment el 1987, a Kurapaty, prop de Minsk, d'un ossari que contenia els cossos d'almenys 30.000 víctimes de les Grans Purgues, va trastornar nombroses persones, no perjudica l'afecte dels belarussos pel comunisme. Zianon Pazniak, que és a l'origen d'aquest descobriment, funda, amb tot, el Front Popular Belarús el 1989. Aquest partit democràtic és el principal artífex de la defensa de la cultura i de la llengua belarusses, després de la independència del país.
El 26 d'abril de 1986, esclatà la central nuclear ucraïnesa de Txernòbil. L'indret es troba prop de la frontera belarussa i el vent que venia del sud propagà ràpidament pols radioactiva sobre l'oest de Rússia, Escandinàvia i Belarús. Aquest últim fou el país més afectat per la catàstrofe, considerada el pitjor accident nuclear de la història. En efecte, Belarús va rebre prop d'un 70% de la pluja radioactiva que van contaminar un quart del país (50.000 km²), on vivien 2,2 milions d'habitants; 24.700 belarussos van ser desplaçats i la taxa de càncers de tiroides és encara molt alta al país al començament del segle xxi, sobretot entre els nens.

## Des del 1991

Bandera de Belarús de 1991 a 1995

Després d'Ucraïna, Letònia i Rússia, Belarús declarà la seva sobirania nacional el 27 de juliol de 1990, cosa que va constituir un primer pas cap a la independència. L'RSS de Belarús va ser reanomenada oficialment República de Belarús el 25 d'agost de 1991. En el mateix temps, Stanislav Xuixkèvitx esdevingué president del Soviet suprem de Belarús, la instància més alta del país. El 8 de desembre del mateix any, va trobar prop de Brest els dirigents russos i ucraïnesos Borís Ieltsin i Leonid Kravtxuk; van declarar conjuntament la dissolució oficial de l'URSS i la creació de la Comunitat d'Estats Independents, amb seu a Minsk.
Els primers anys de la Belarús independent foren marcats per un entusiasme dels mitjans nacionalistes i liberals, però també per l'hostilitat de la resta de la població. Aquesta continuava estant sempre molt lligada al comunisme, i el Front popular belarús, principal partit liberal, no va obtenir més que 22 escons sobre 485 a les primeres eleccions legislatives. Les reformes liberals endegades pel president finalment no es van poder dur a terme, i el sovietisme sobreviu a la caiguda de la Unió soviètica a Belarús. El país abandonà, no obstant això, la seva bandera i les seves armes que dataven de l'època soviètica per símbols més històrics i nacionals: el pahónia i la bandera blanca, vermella i blanca, que evoquen tot dos el Principat de Polotsk i la República Popular Belarussa. El belarús, esdevingut l'única llengua oficial, fou àmpliament sotmès a plebiscit per la població.
El 1994, quan se celebren les primeres eleccions presidencials, Aleksandr Grigórievitx Lukaixenko, que havia fet un informe en què provava la corrupció de Stanislav Xuixkèvitx, és elegit president. Contràriament al seu predecessor, rep el suport dels comunistes i sobretot el dels agricultors; ell mateix procedeix d'un medi rural modest i molt poc sensible al nacionalisme belarús i a les idees liberals.
Nostàlgic de l'època soviètica i de la unió de Belarús a Rússia, Lukaixenko frena ràpidament la transició econòmica, ataca fortament la identitat belarussa i busca acords i un acostament amb la Federació de Rússia. Així, el 1997, signa amb Borís Ieltsin el tractat d'Unió russobelarús. Aquest tractat permet a Aleksandr Grigórievitx Lukaixenko considerar una unió política i monetària amb Rússia; instaura també aranzels preferents entre els dos estats per al comerç, cosa que evita a Belarús la penúria. L'acostament entre Belarús i Rússia es veu aturat, no obstant això, qua Vladímir Putin arriba al poder el 2000.

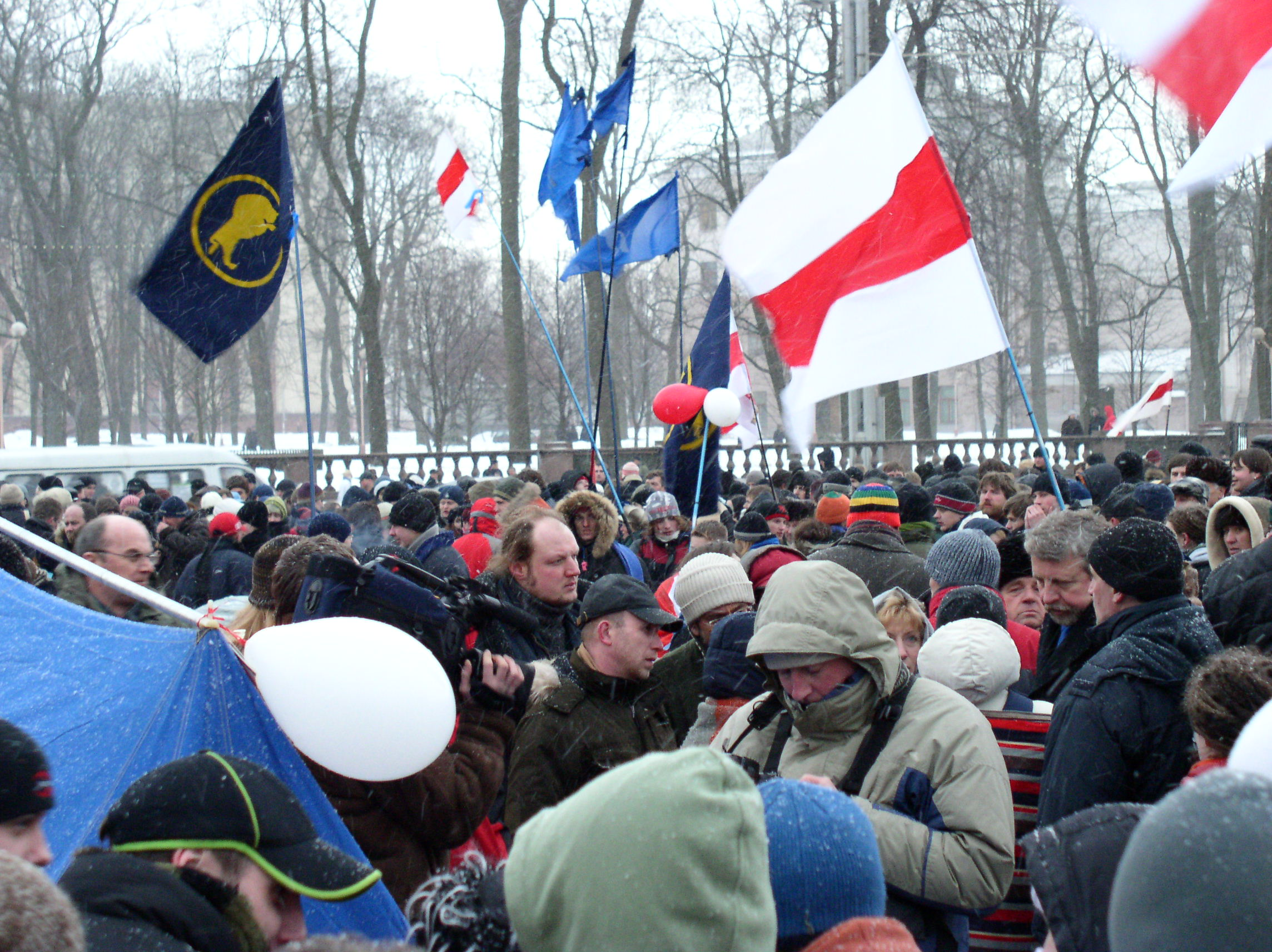
Manifestació prooccidental a Minsk durant les eleccions de 2006

Mitjançant referèndums, Aleksandr Grigórievitx Lukaixenko fa adoptar a Belarús una nova bandera, semblant a la de l'època comunista, restableix el rus com a llengua oficial i, el 1996, esmena la constitució per tal d'augmentar el seu poder presidencial i la durada del seu mandat de dos anys. La seva política autoritària és, al principi, més aviat ben acceptada pels belarussos, ja que malgrat la pèrdua de les seves llibertats i de la seva identitat nacional, es beneficien d'una taxa d'atur limitada i de salaris millors que en les altres antigues repúbliques soviètiques. Lukaixenko és escollit de nou el 2001, després el 2006, tot i que en aquests últims anys es produeix un augment de protestes, sobretot després de la Revolució Taronja ucraïnesa. Les democràcies no tenen bona opinió de Lukaixenko, i no vacil·len a classificar Belarús entre les dictadures, l'última a Europa.

## Galeria

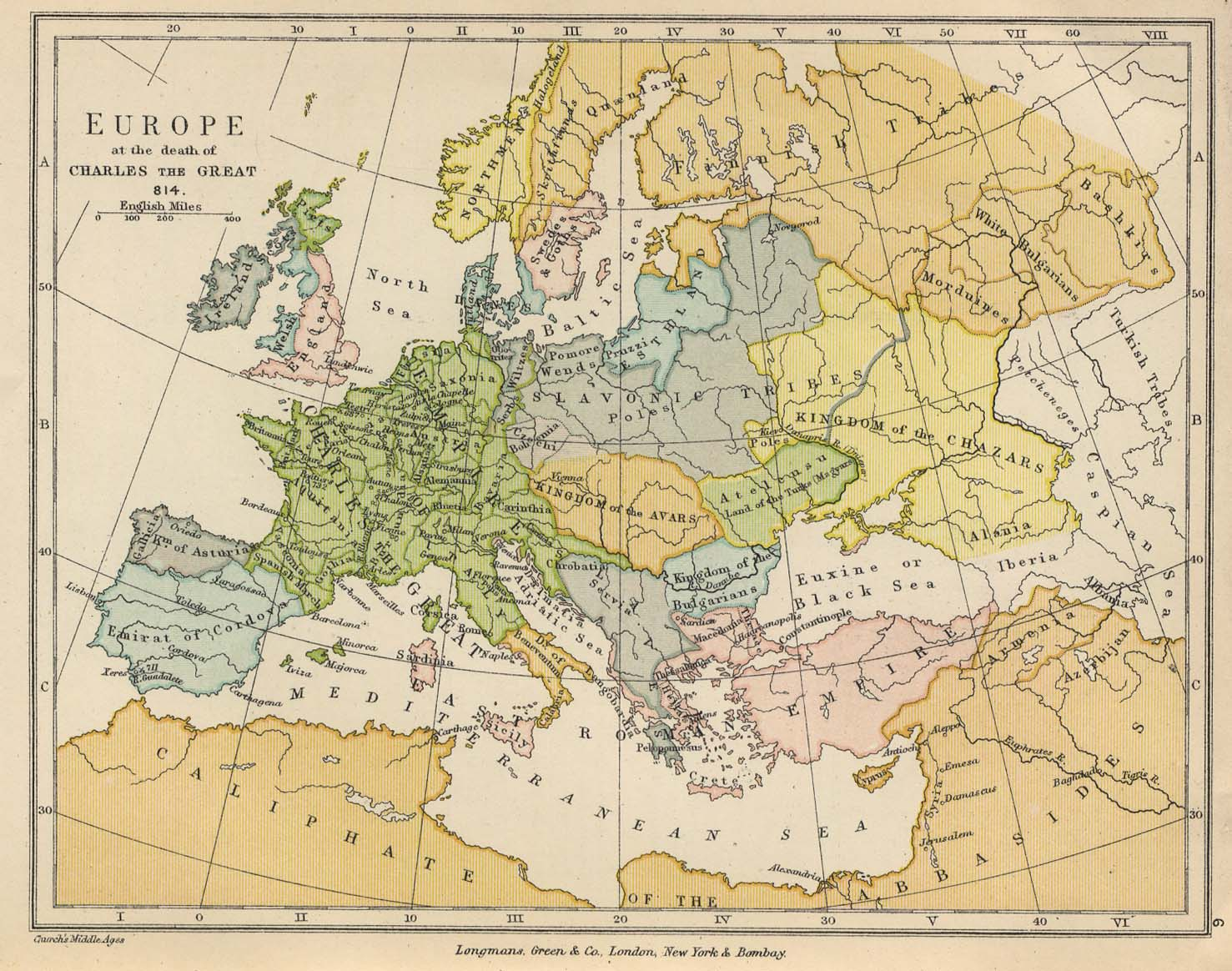
814.
segle XI
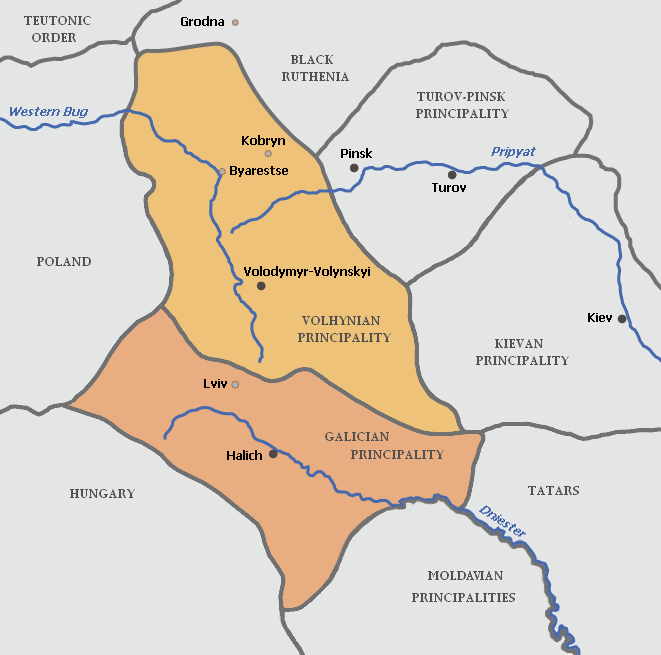
1340.
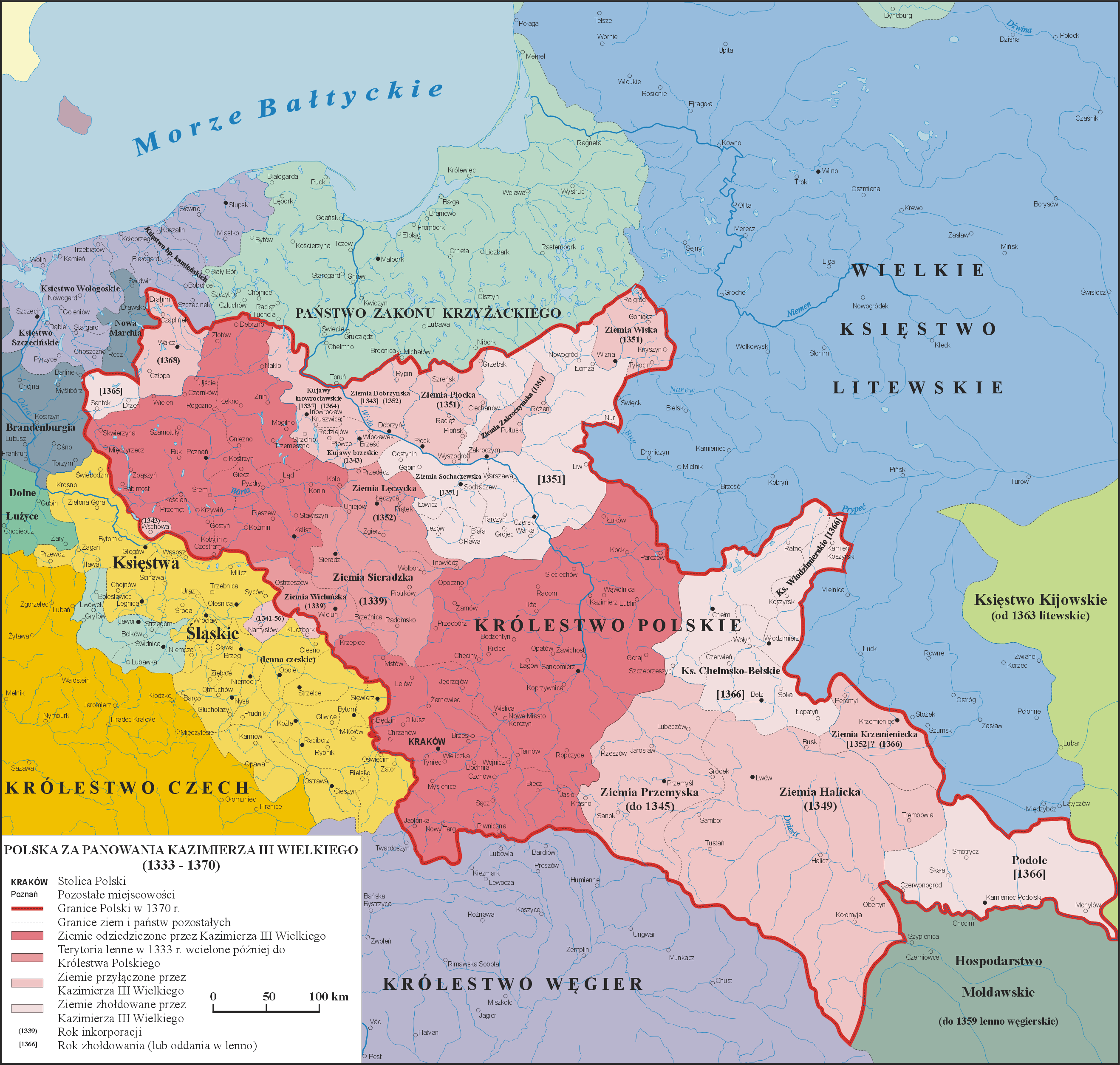
1370.
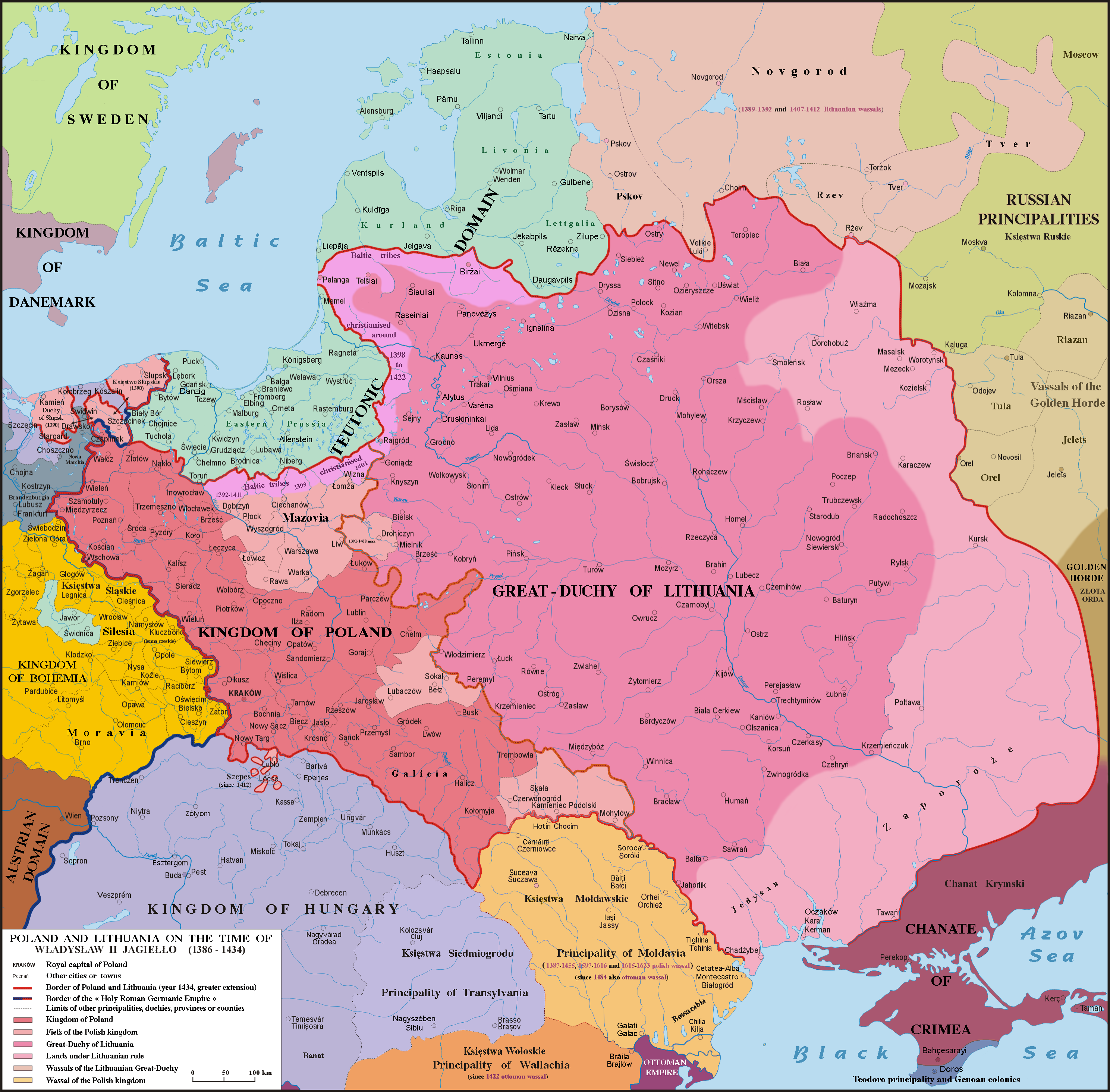
segle xiv
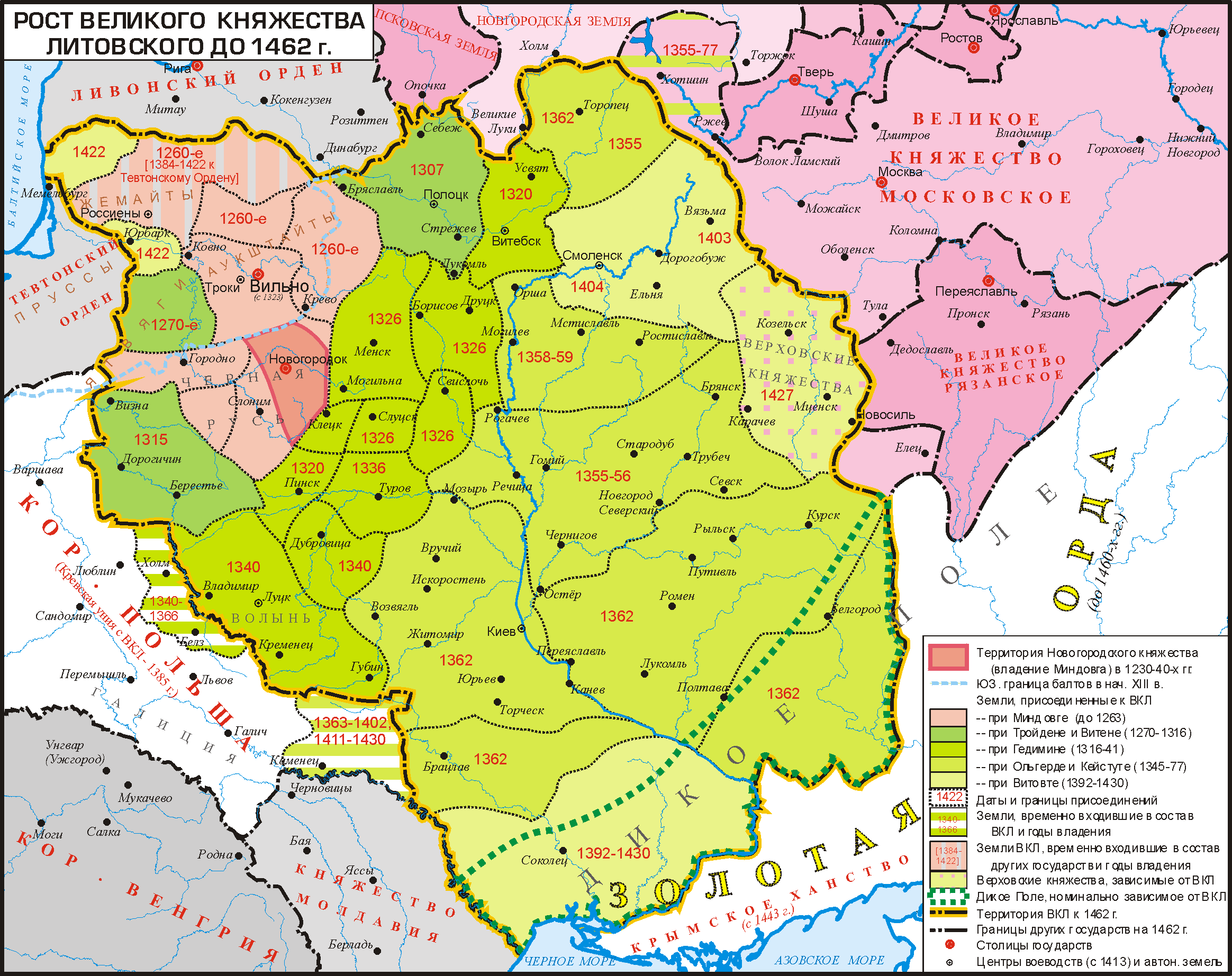
1462.
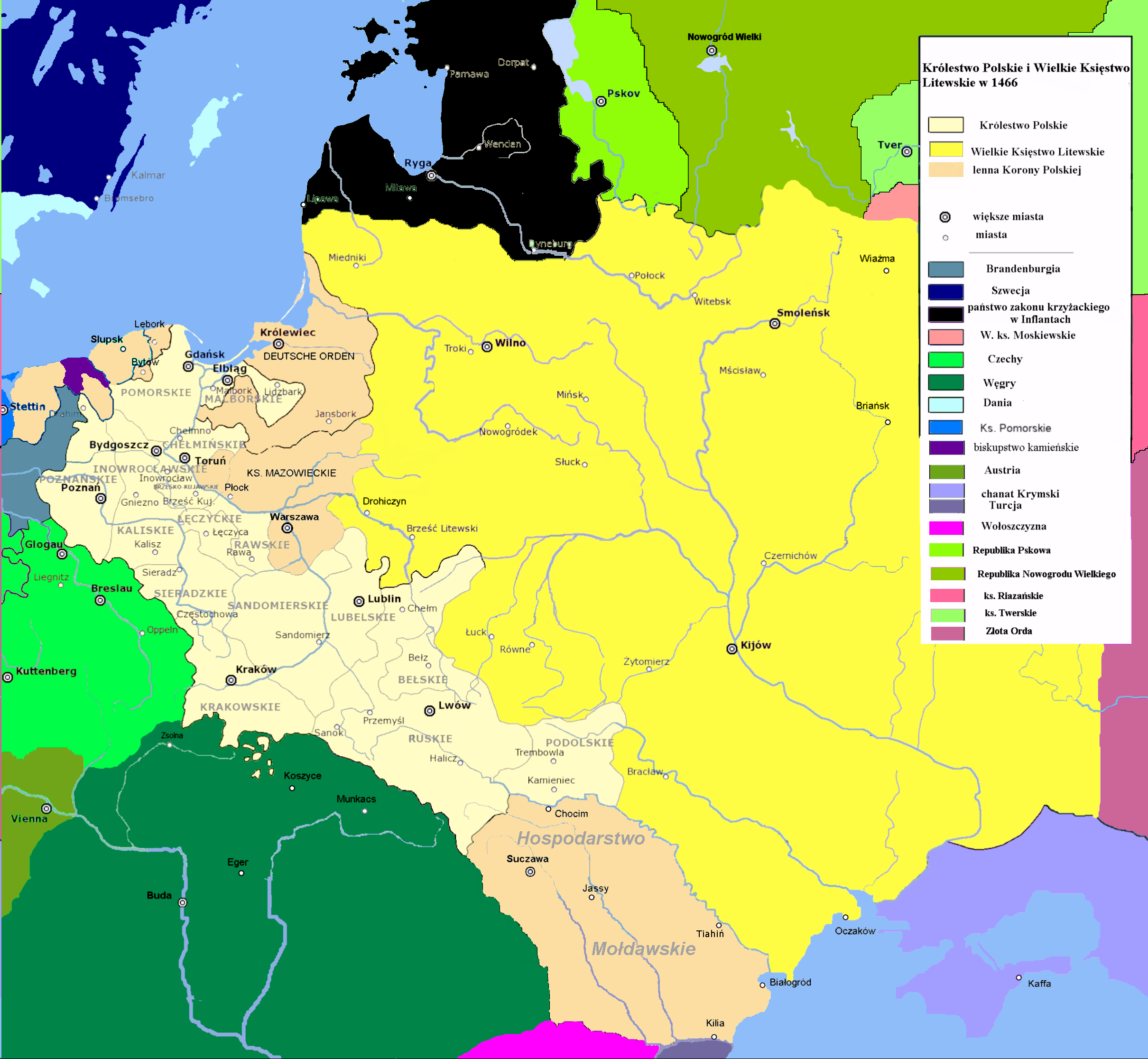
1466.
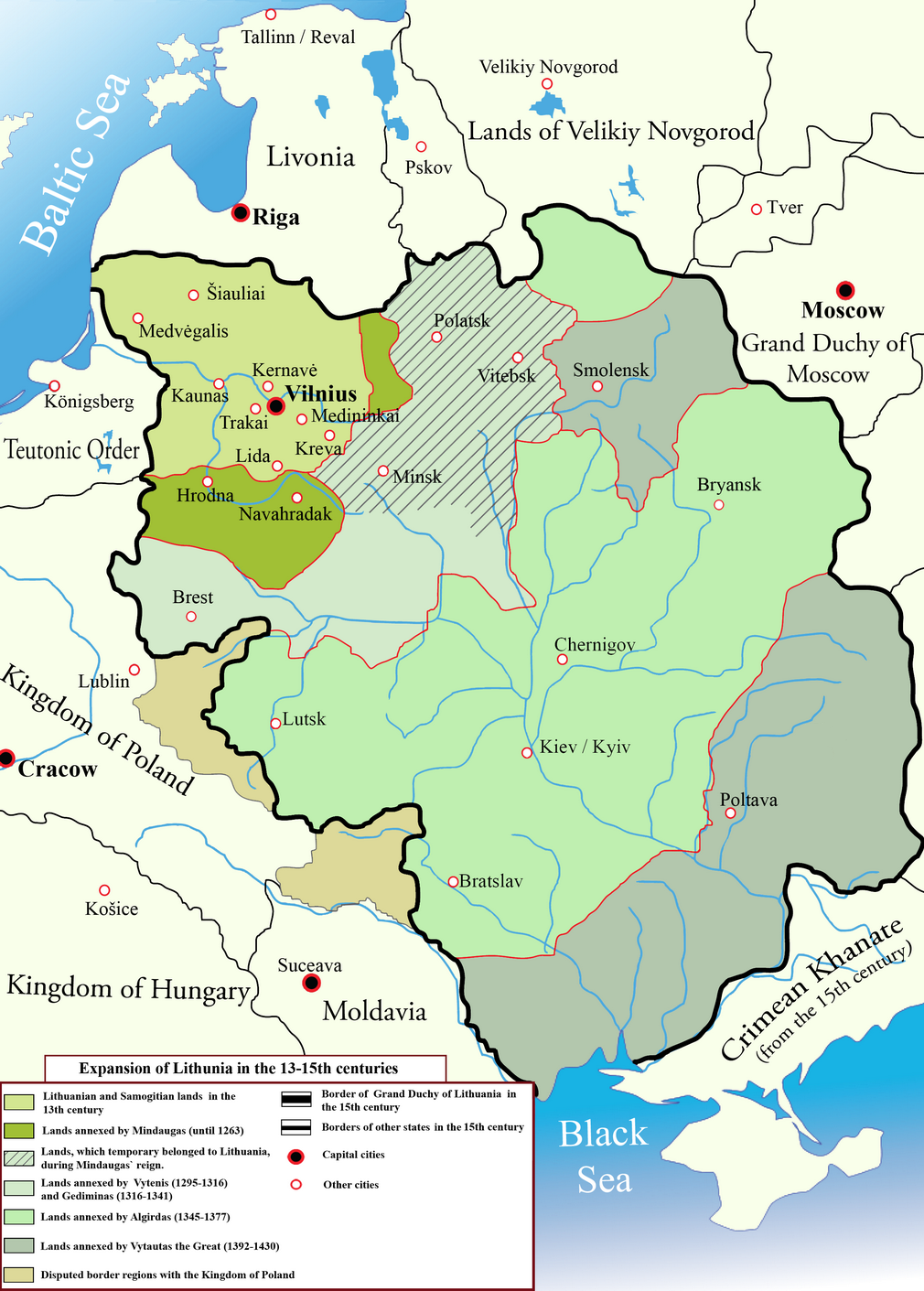
segle XV
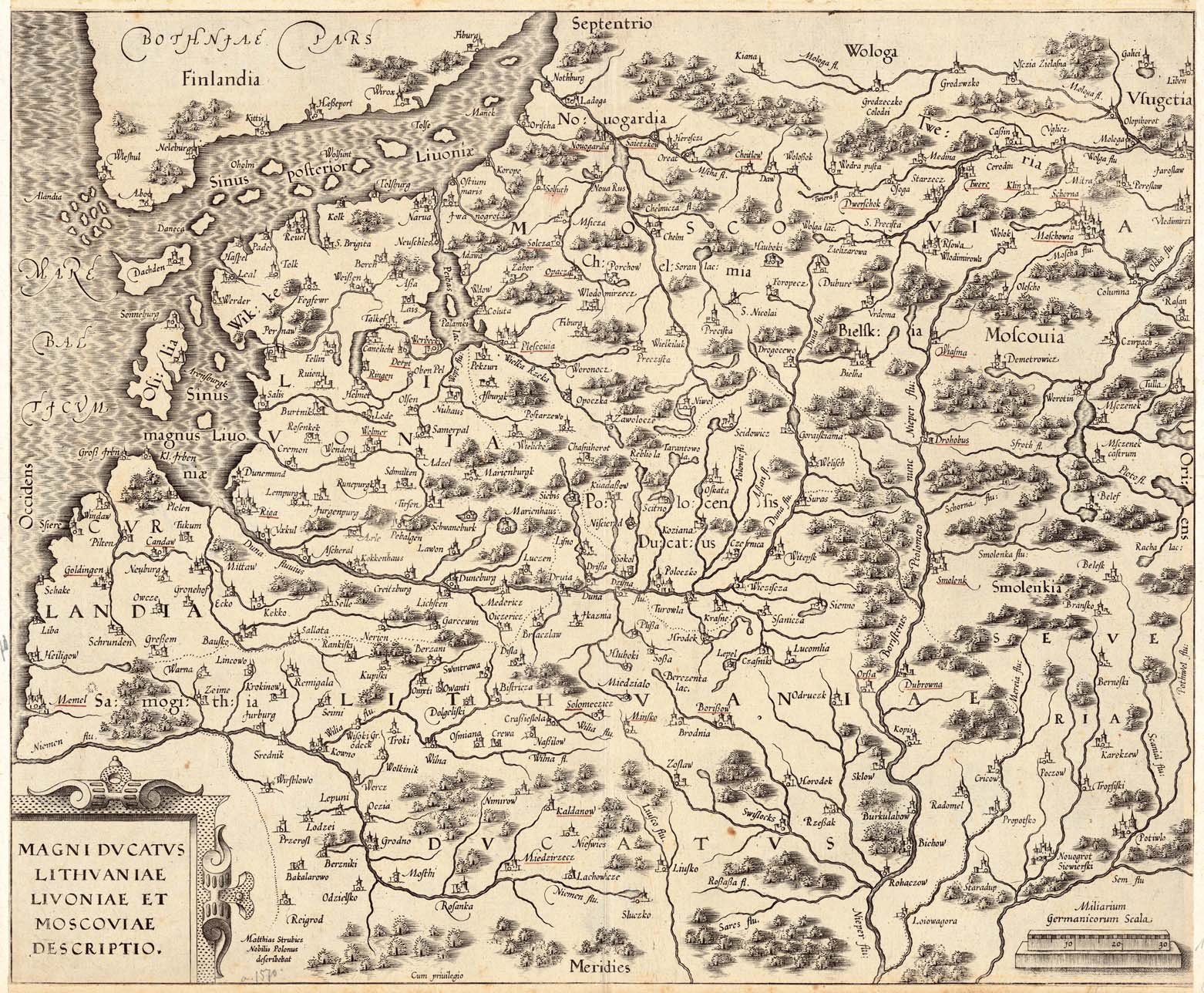
1586.
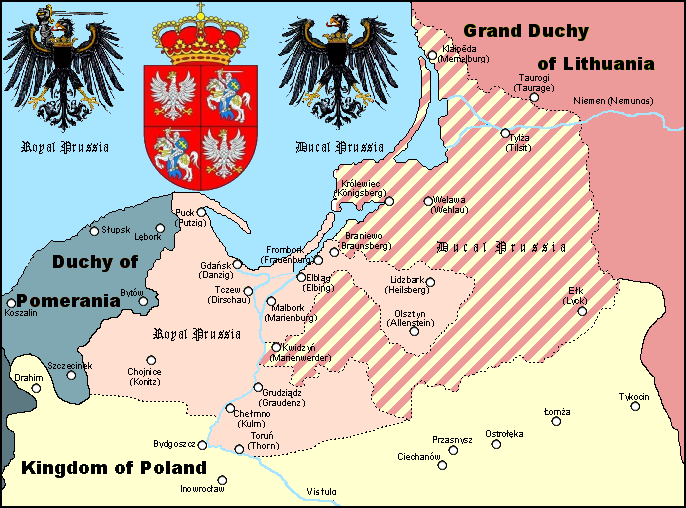
segle XVI
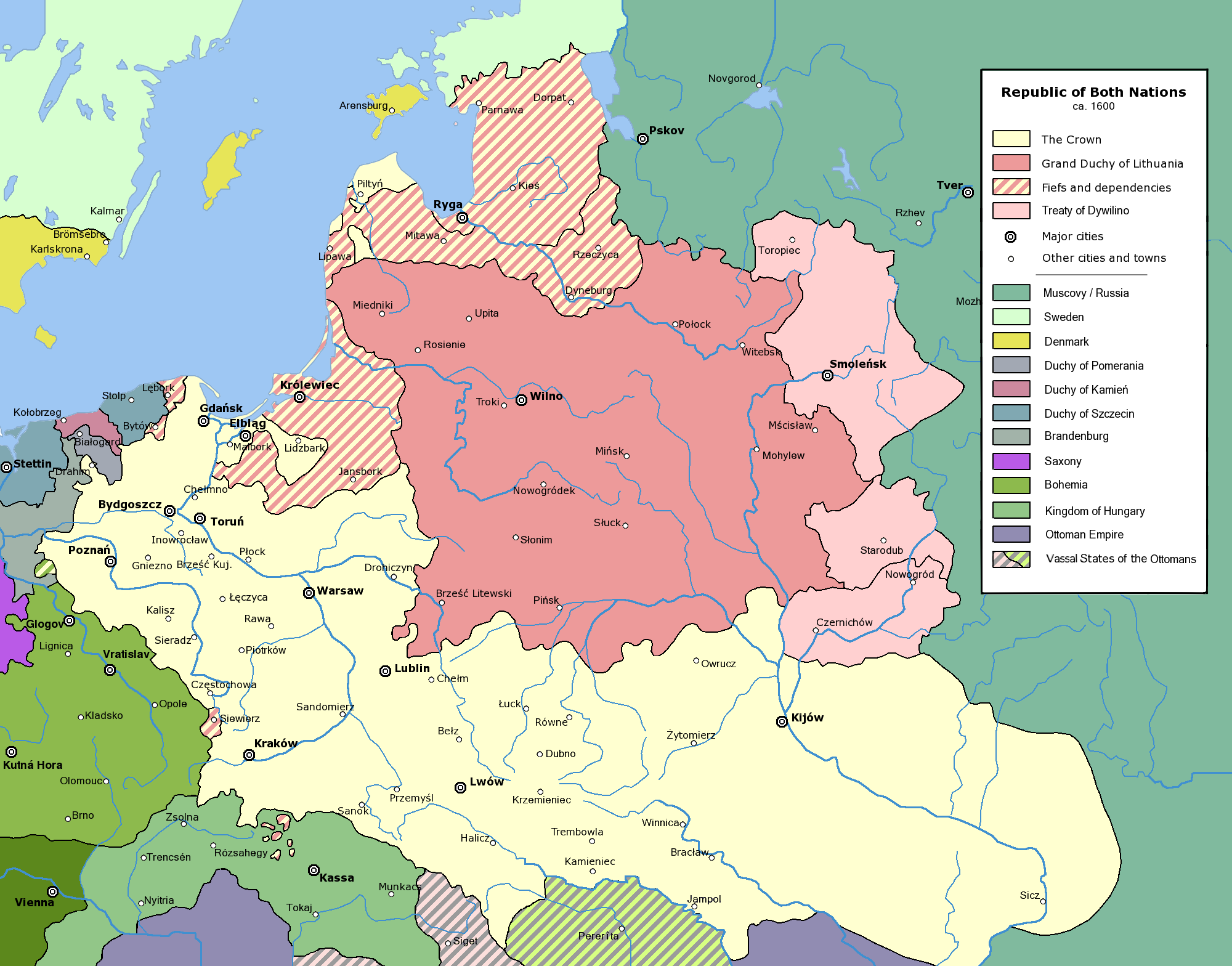
1600.
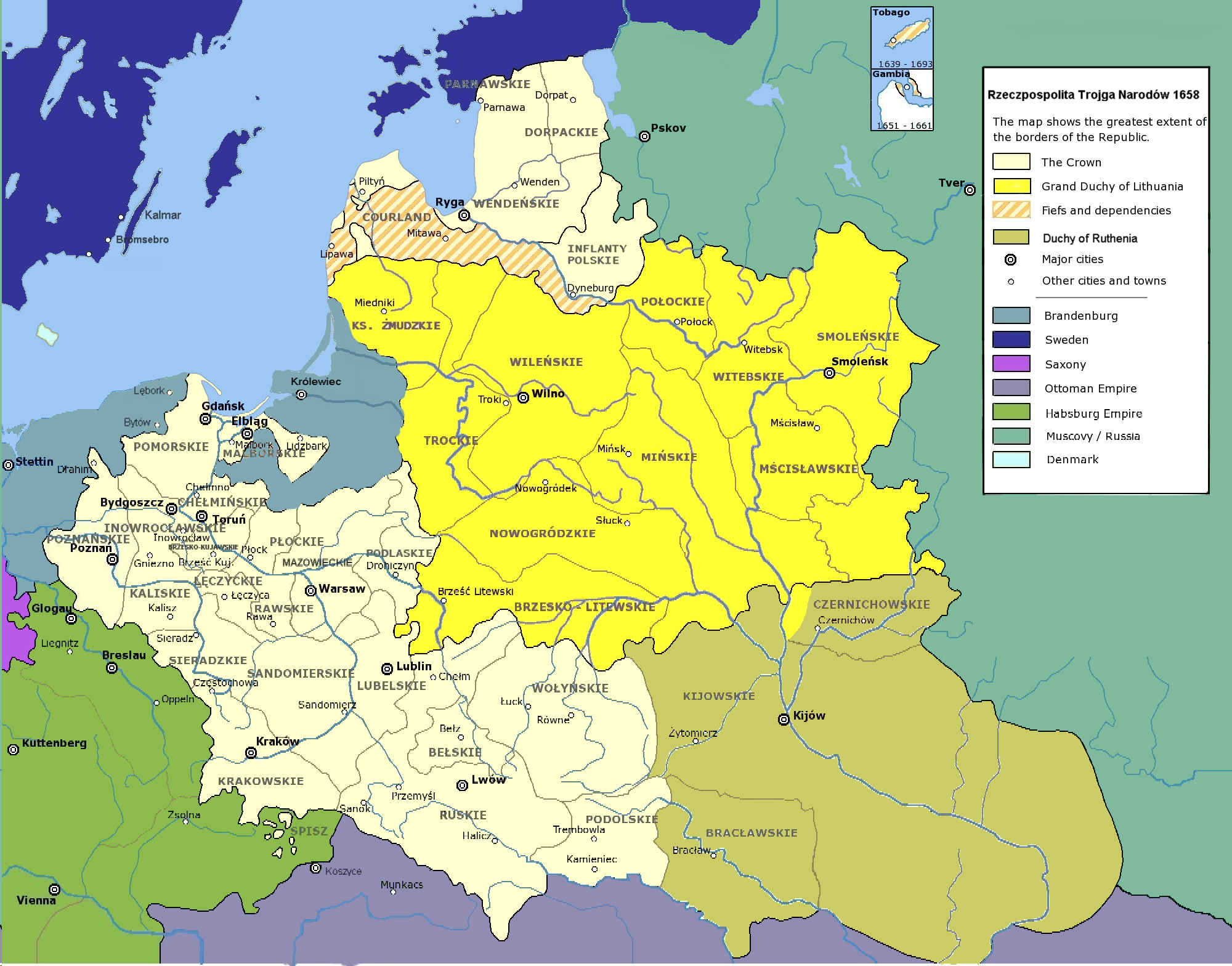
1658.
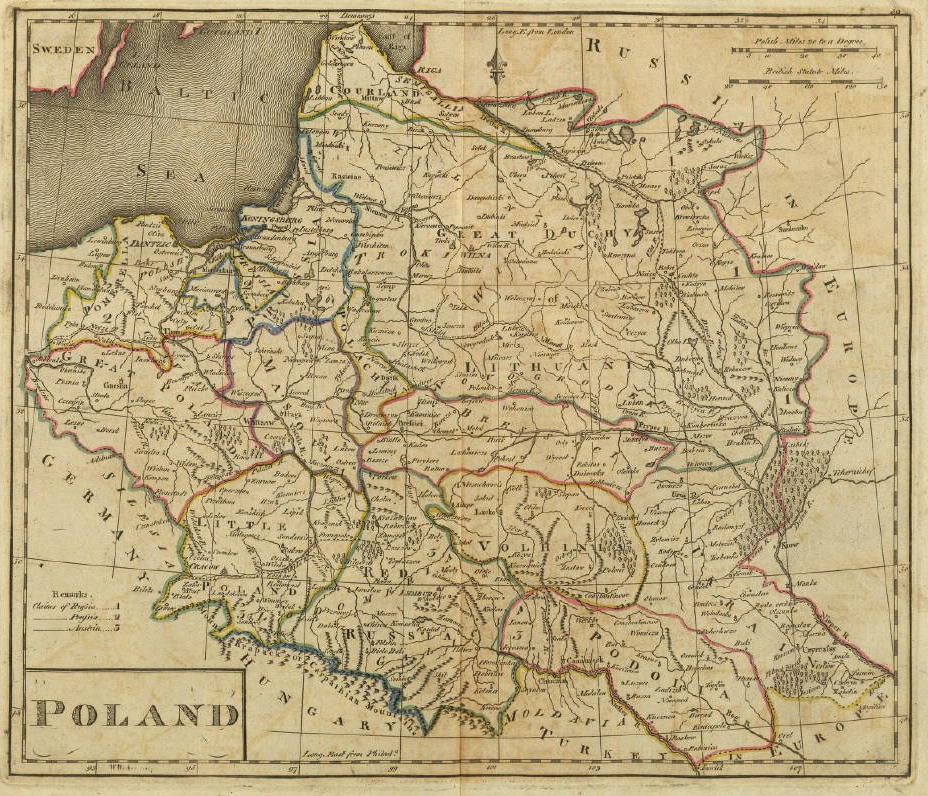
1772.
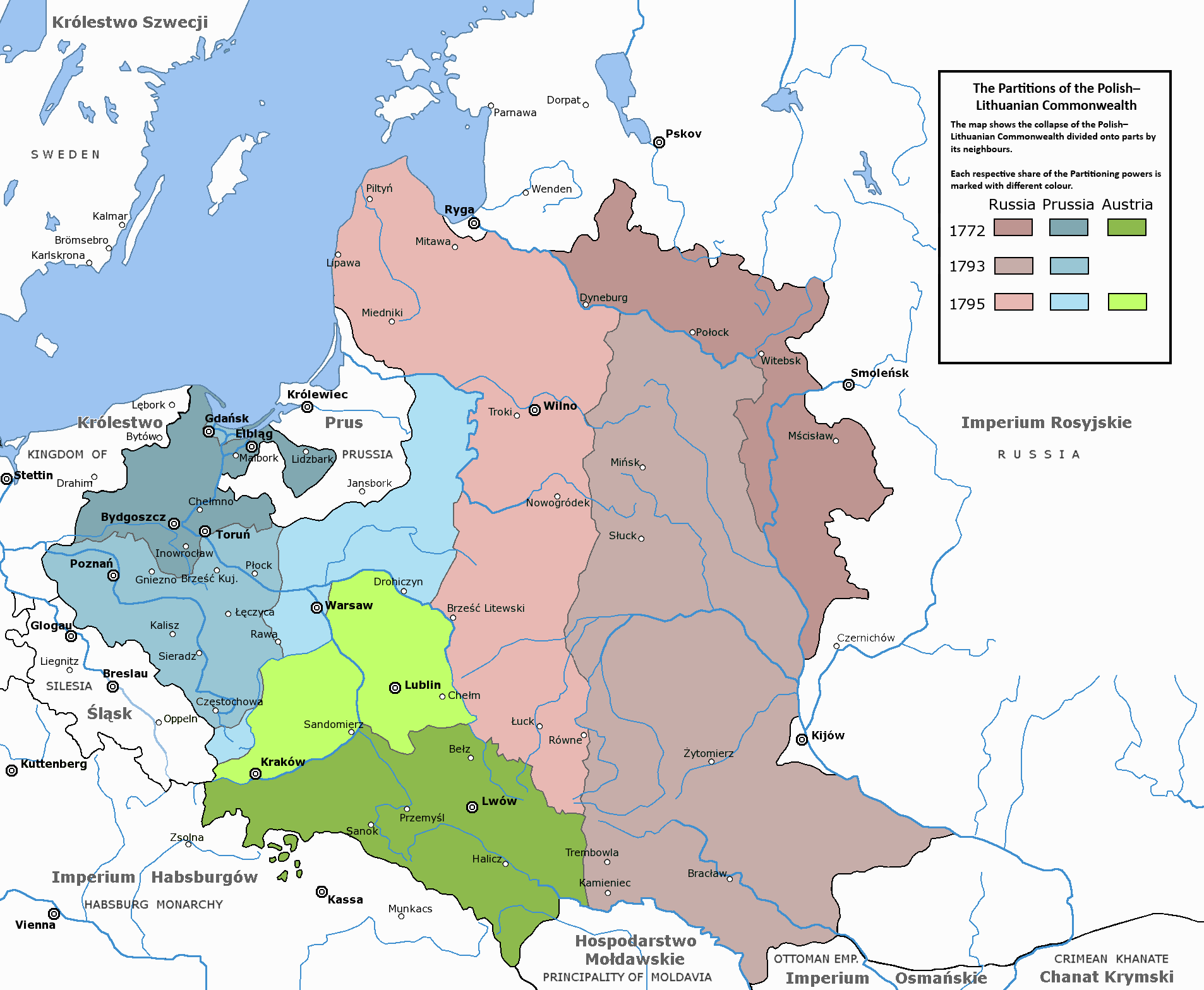
1795.
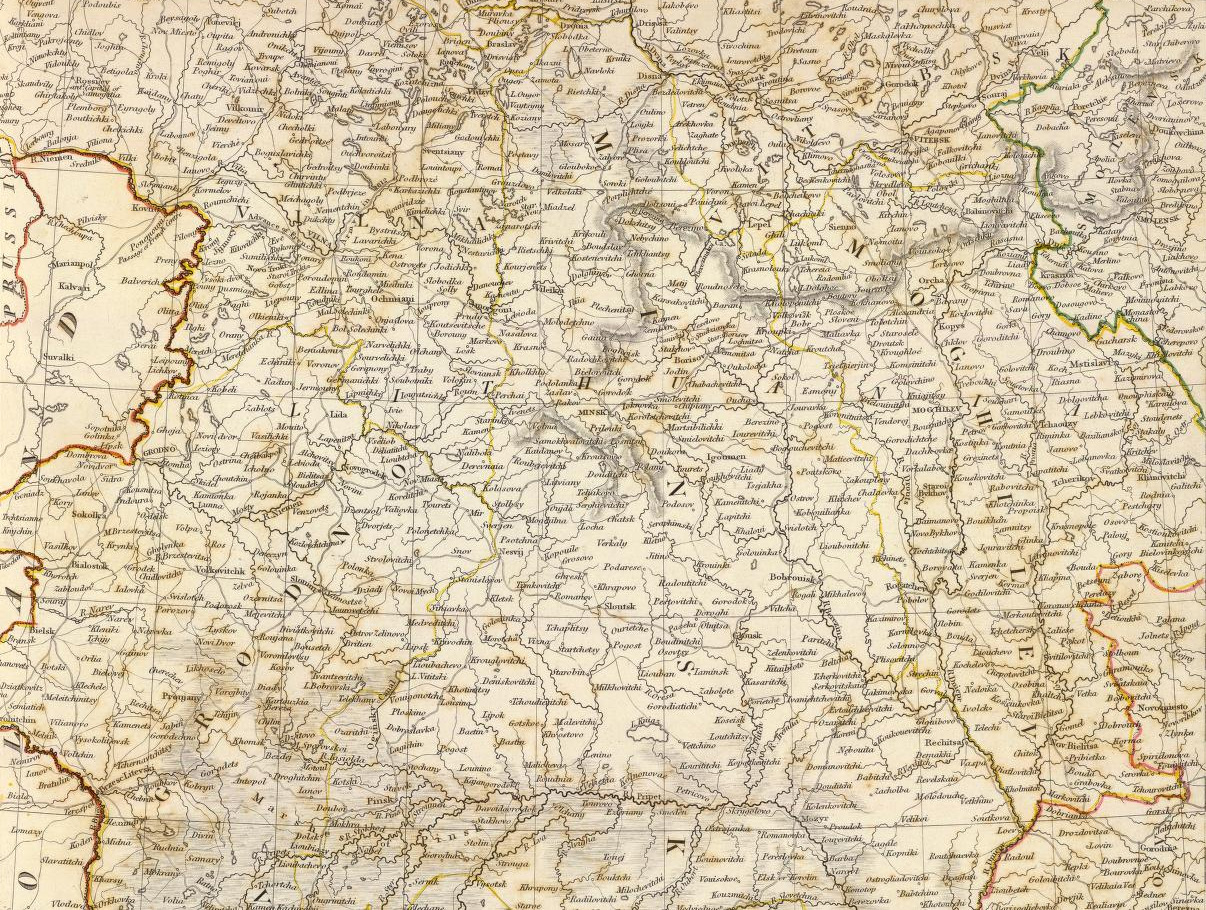
1835.
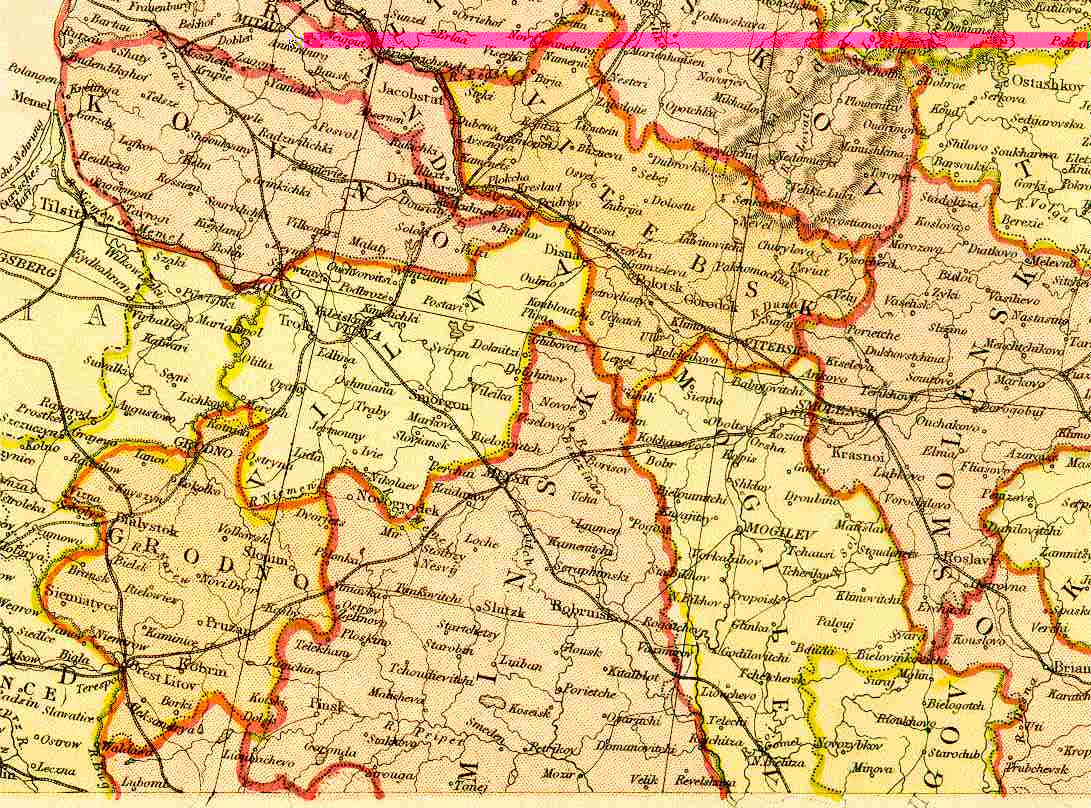
1882.
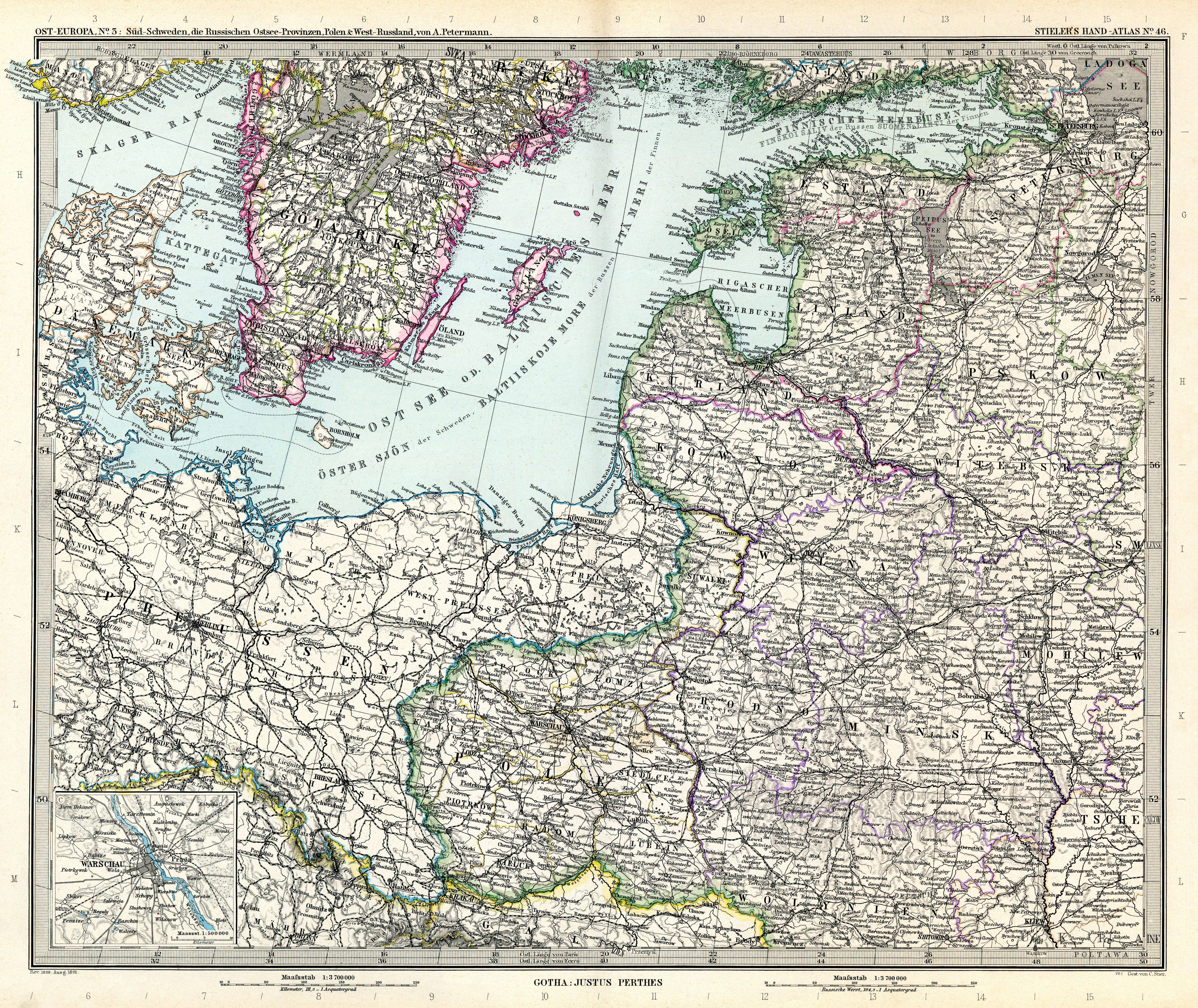
1891.
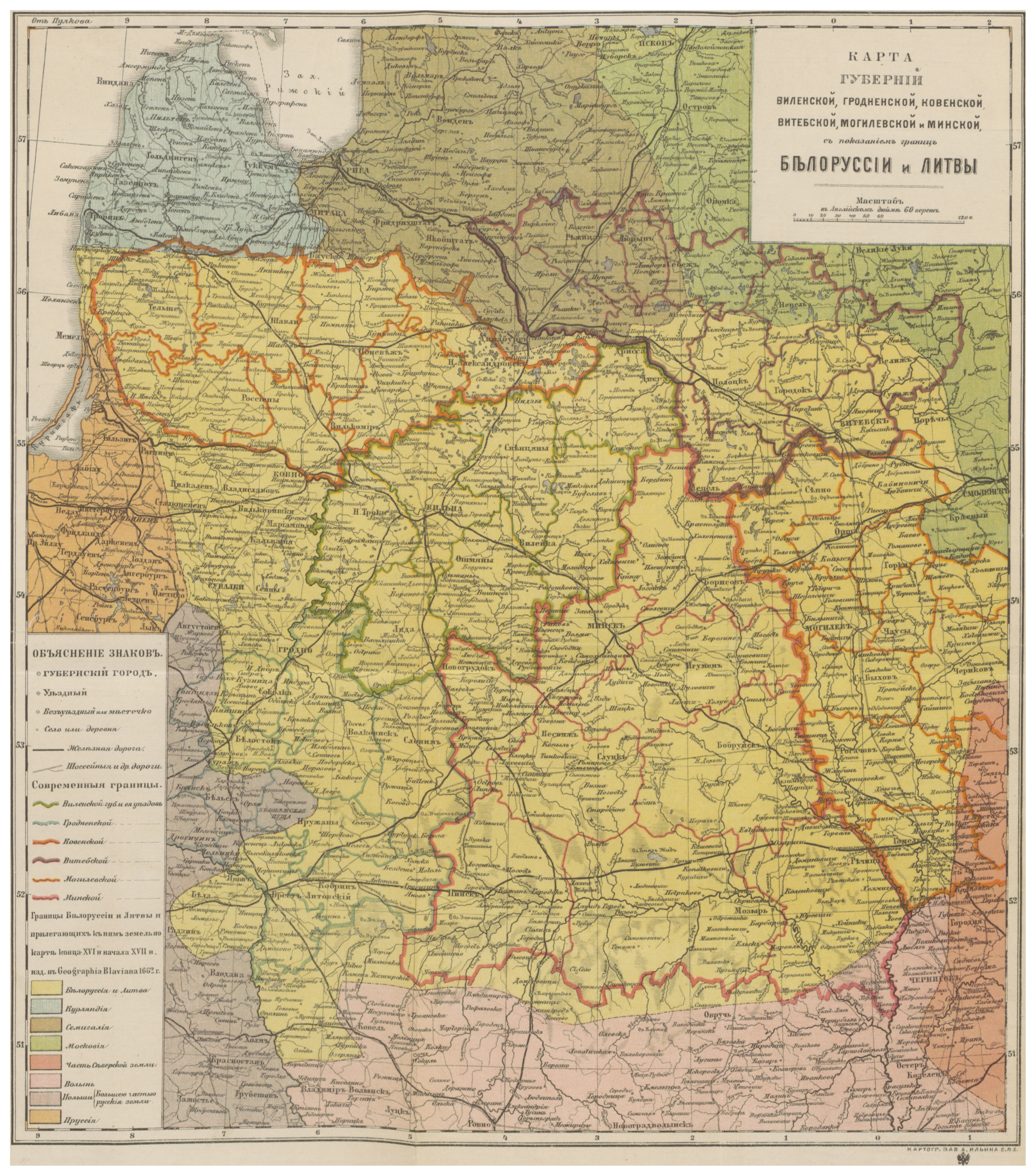
1897.
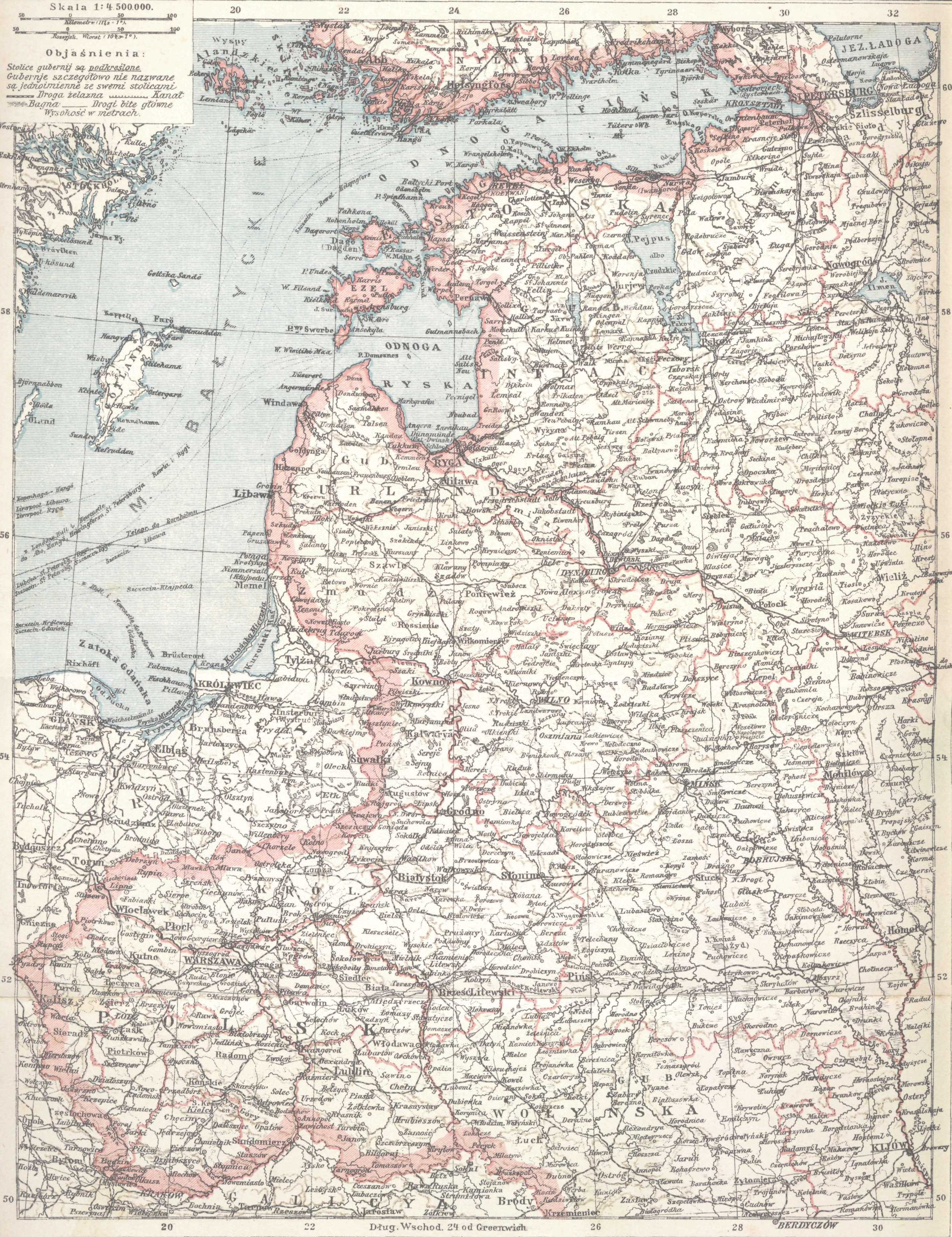
1902.
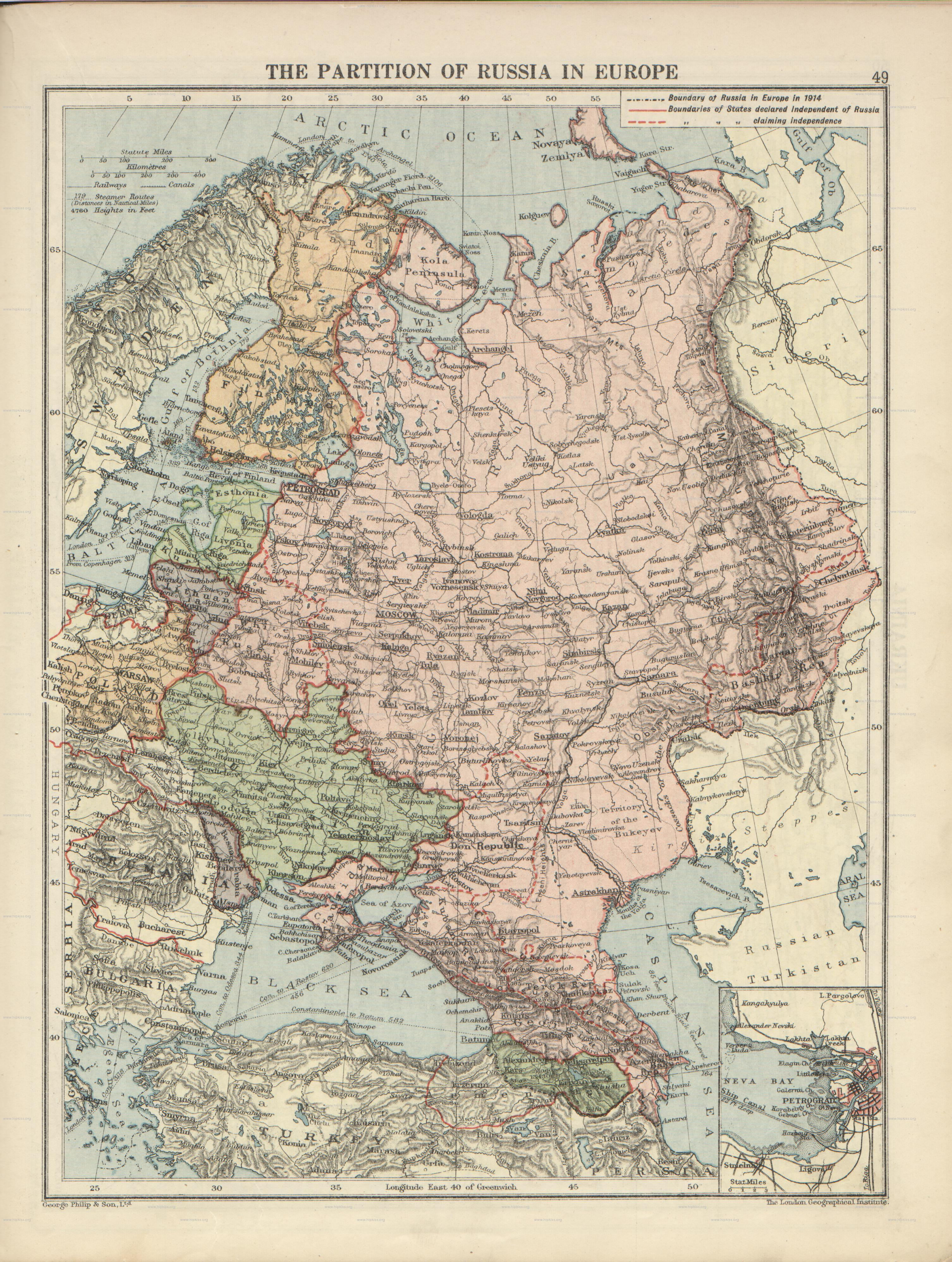
1918.
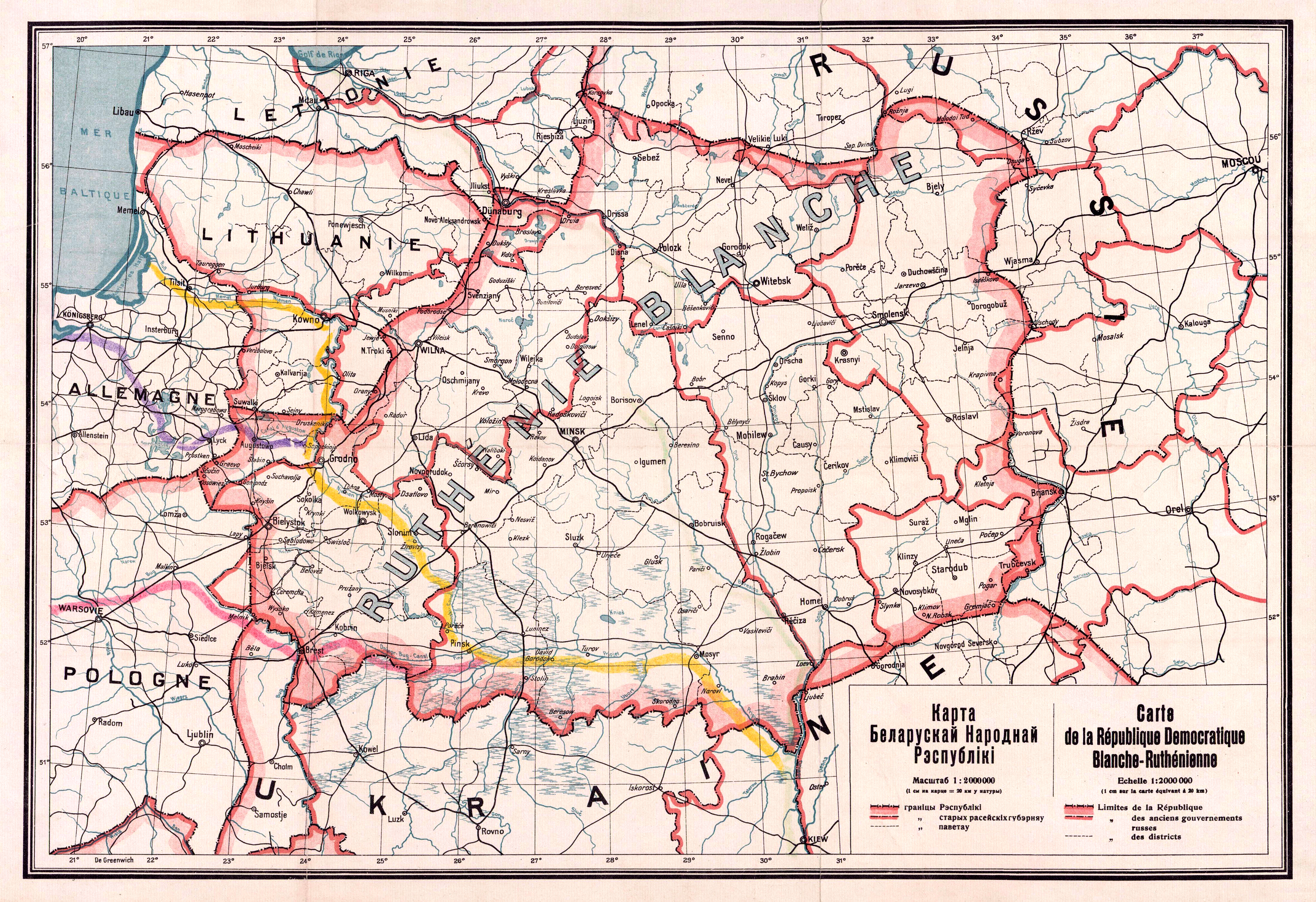
1918.
1919.
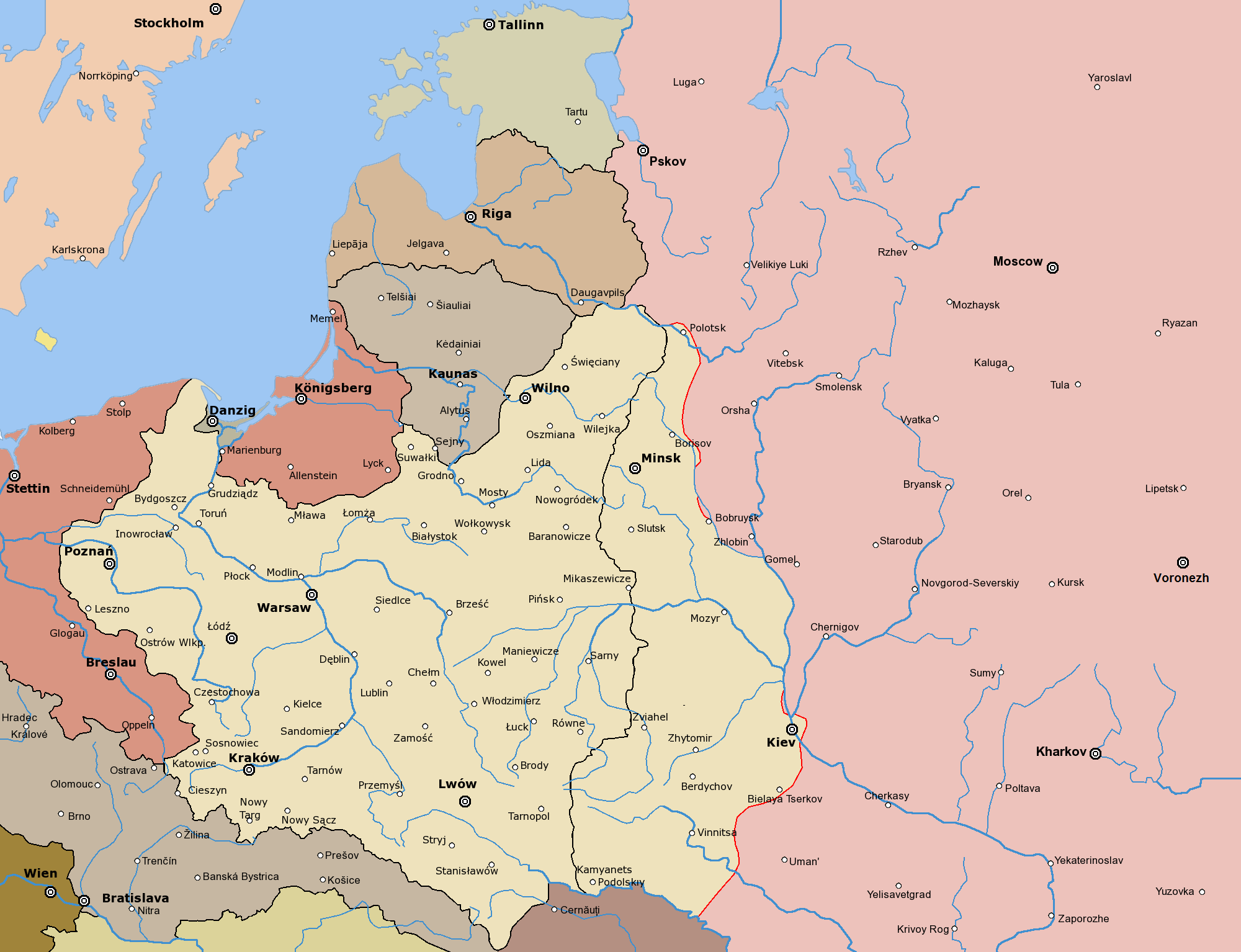
1920.
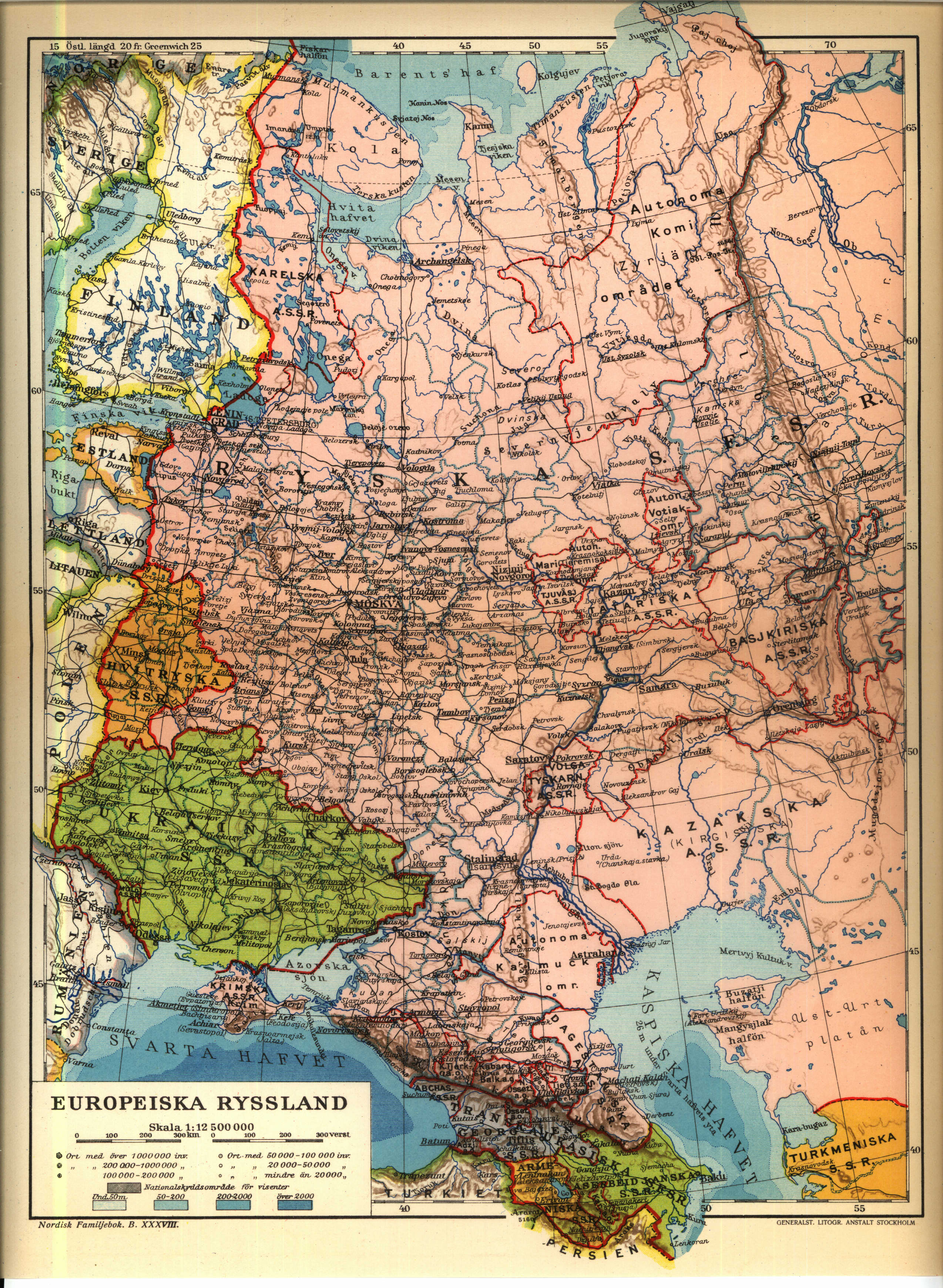
1926.
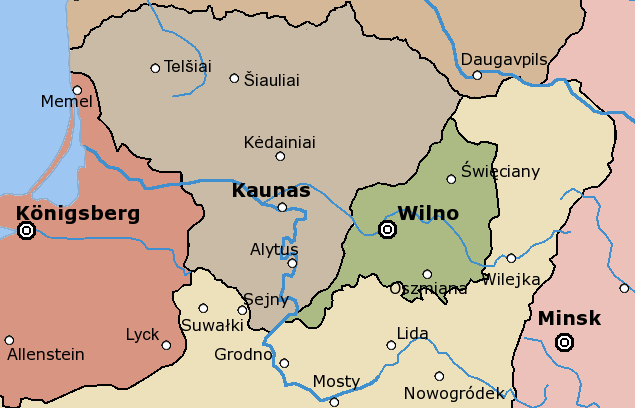
1920 - 1922.
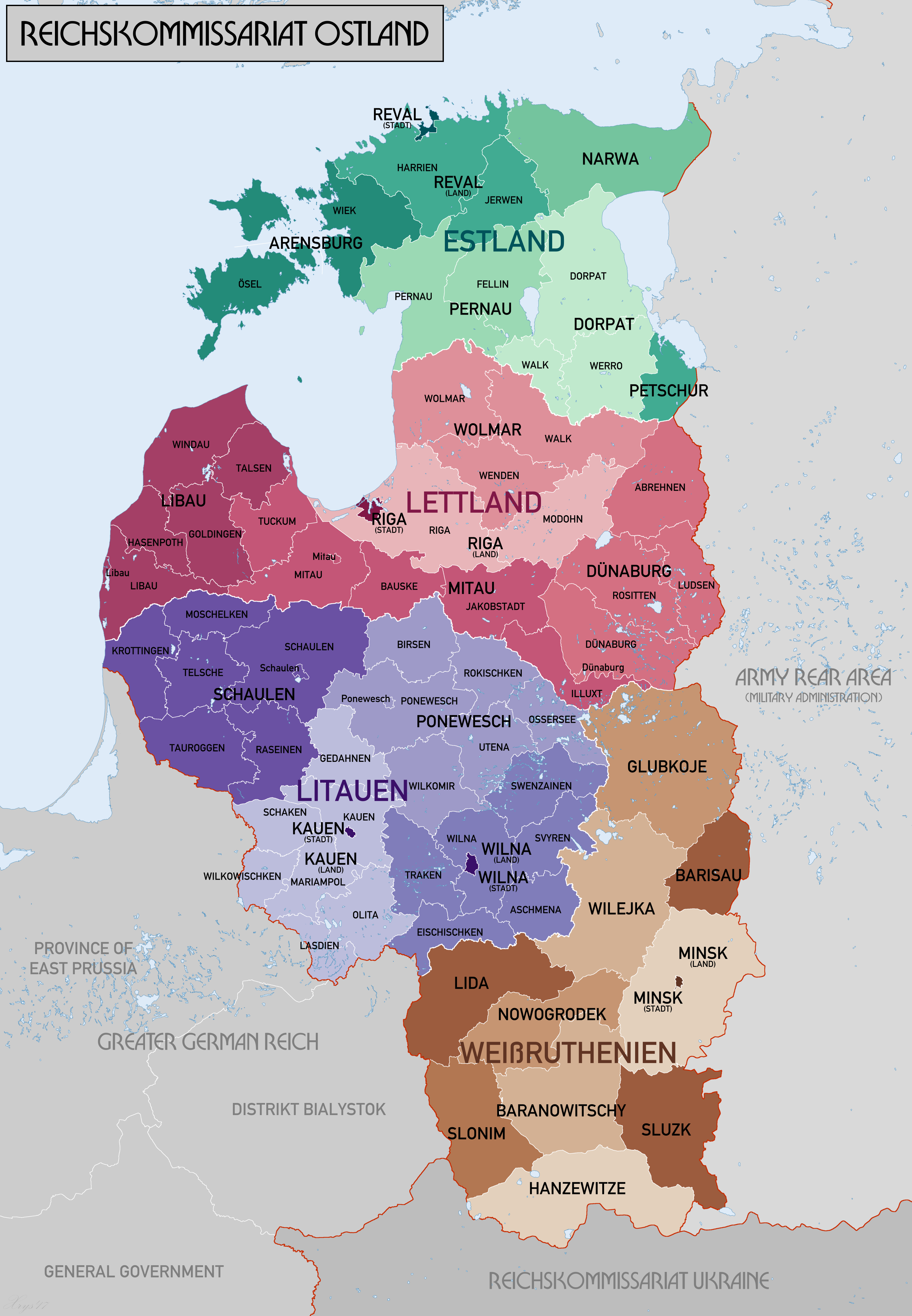
1943.
1941-1944
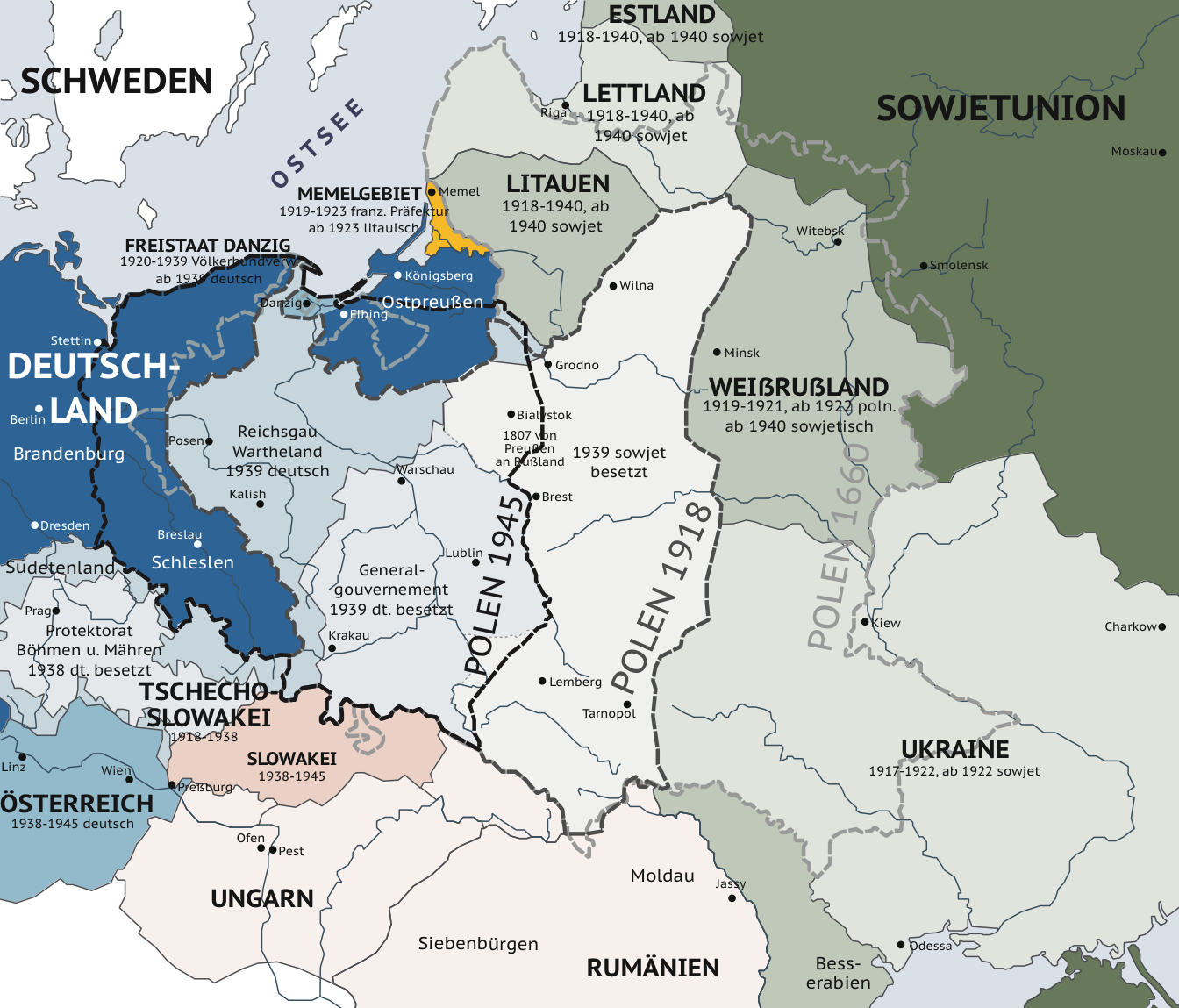
1945.
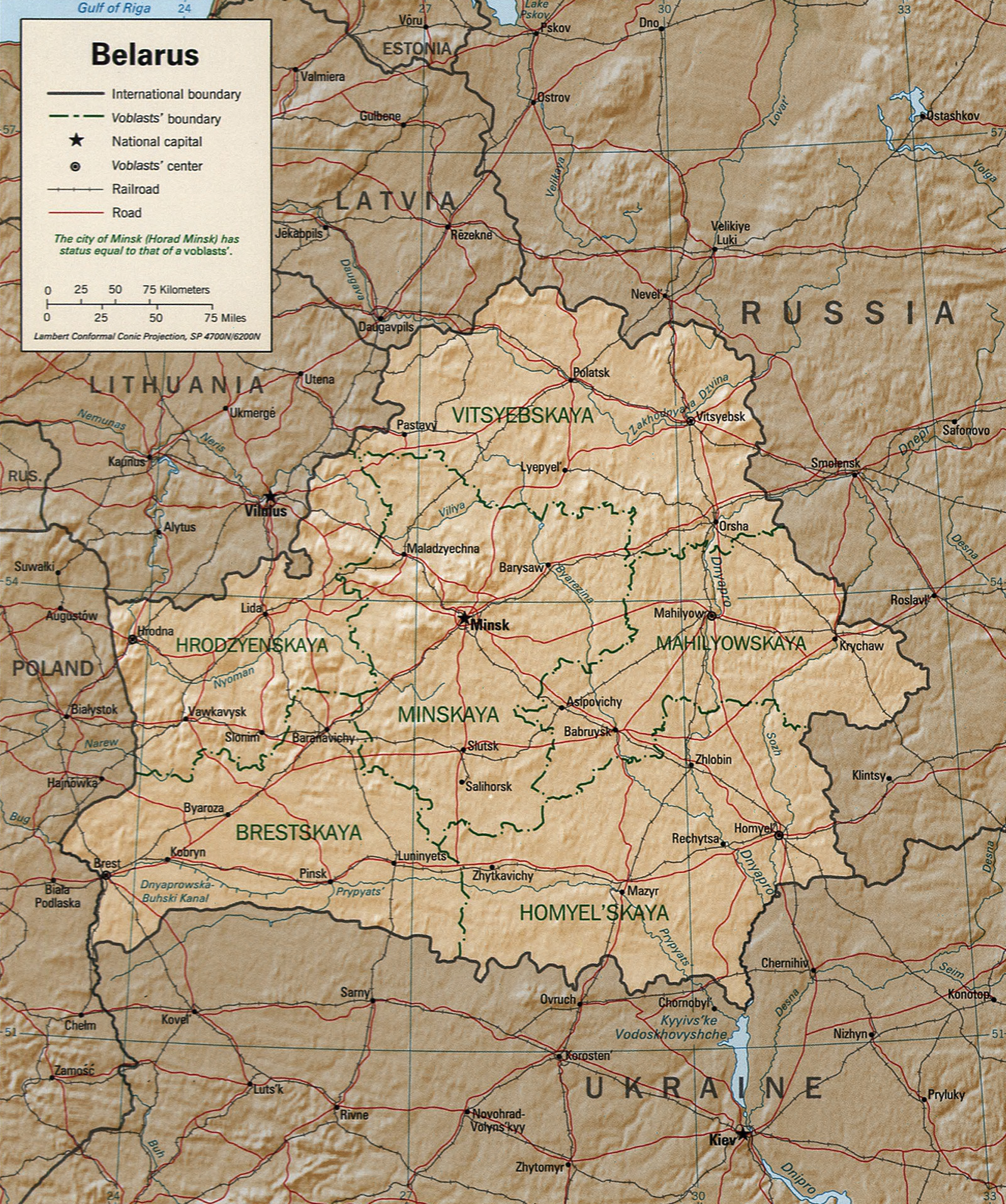
1997.